# Pokrzywa zwyczajna

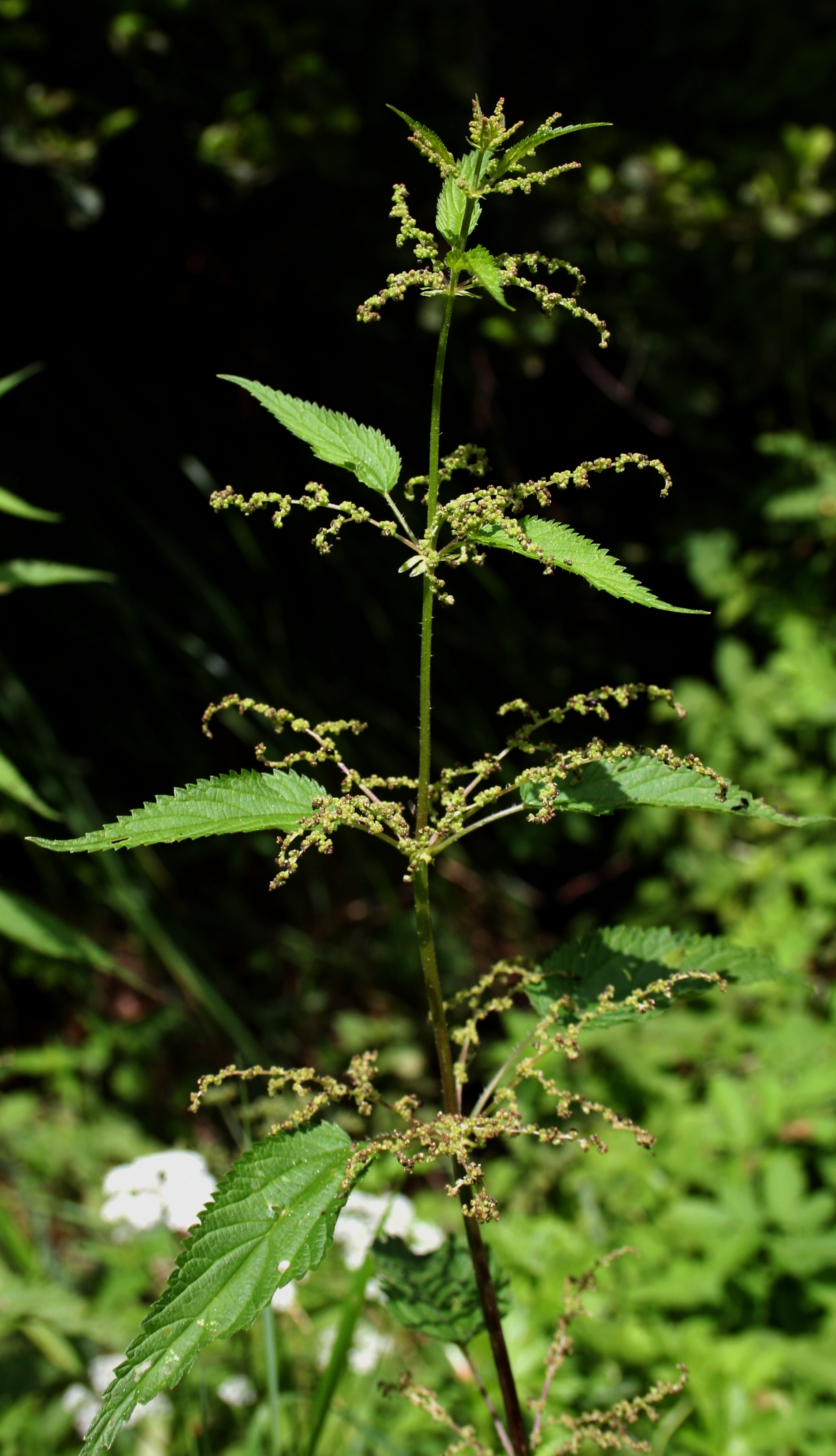
Szczytowa część pędu rośliny kwitnącej

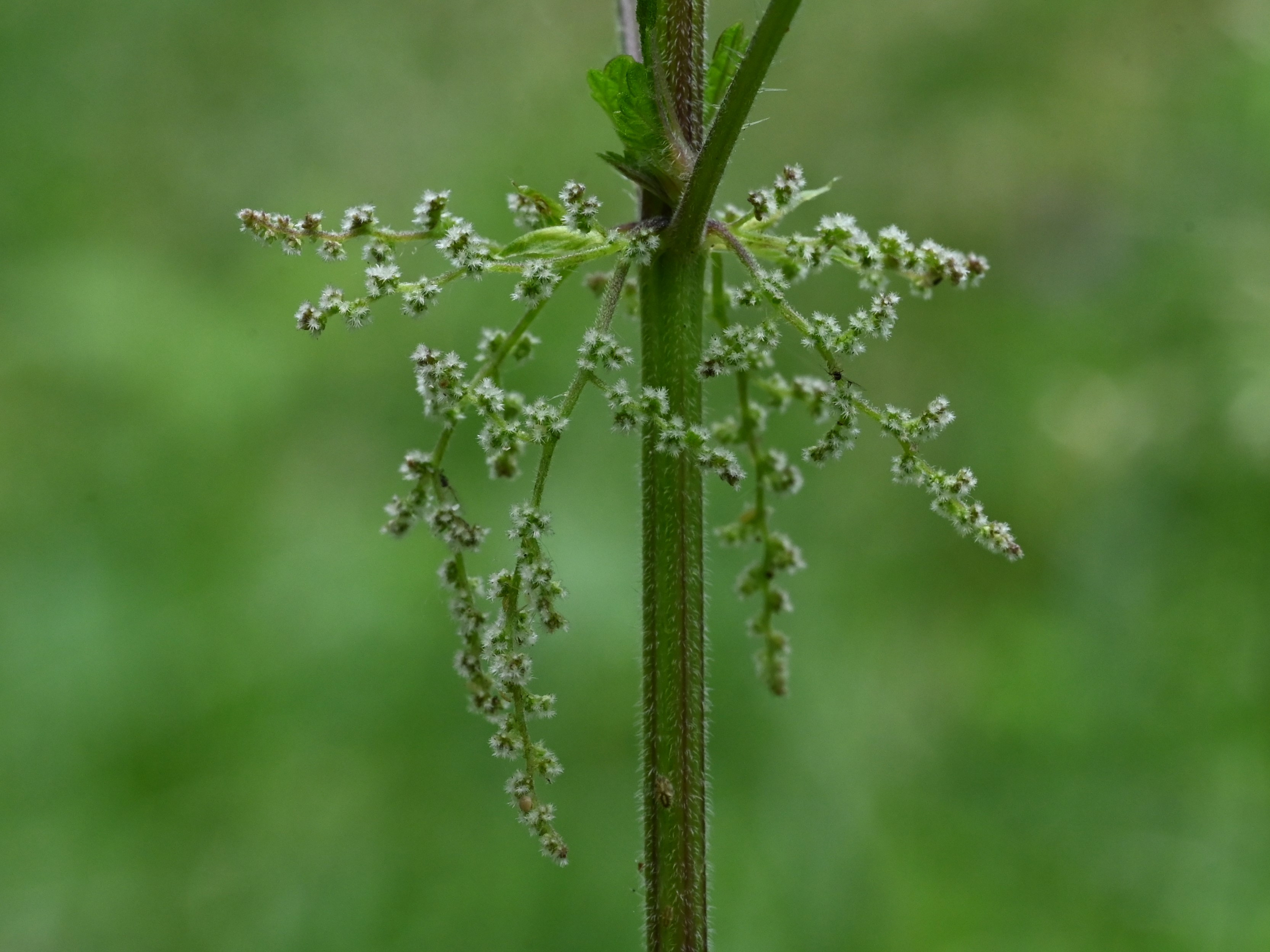
Kwiatostan żeński

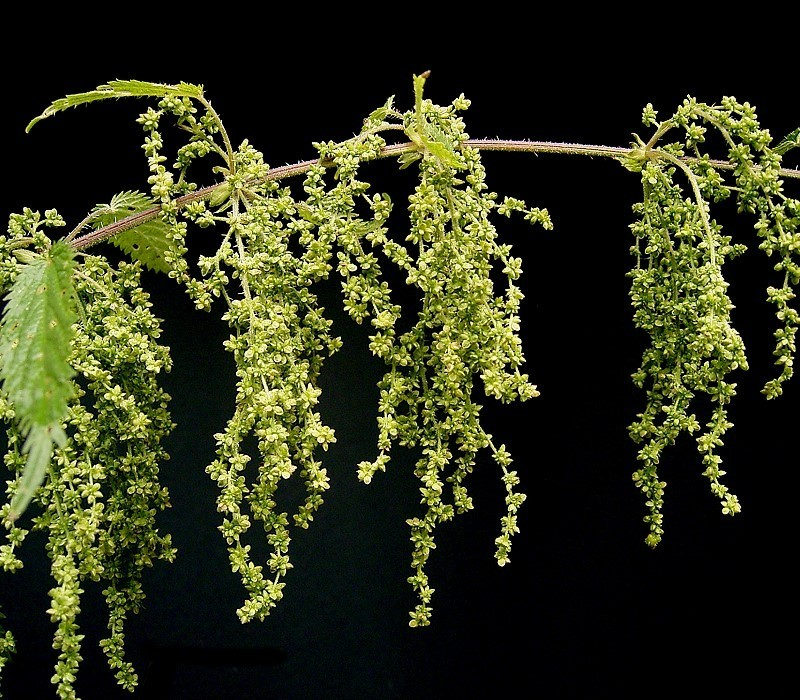
Owoce

Pokrzywa zwyczajna (Urtica dioica L.) – gatunek rośliny z rodziny pokrzywowatych (Urticaceae). Występuje w stanie dzikim w Europie, Azji, Afryce Północnej, Ameryce Północnej, a zawleczona została także na inne obszary i kontynenty. Rośnie w wilgotnych lasach i zaroślach oraz bardzo często, jako gatunek synantropijny, na żyznych siedliskach ruderalnych.
Pokrzywa zwyczajna jest użytkowana na wiele sposobów – jest rośliną leczniczą i kosmetyczną, jadalną i paszową, dostarcza także włókien, barwnika i jest użytkowana w ogrodnictwie. Pokrzywa odgrywa też rolę w ludzkiej kulturze duchowej. Z powodu obecności kłująco-parzących włosków powoduje bolesne podrażnienia skóry ludzi i zwierząt.

## Rozmieszczenie
Zwarty zasięg podgatunku typowego (subsp. dioica) obejmuje całą kontynentalną Europę oraz Wyspy Brytyjskie, wybrzeża Morza Czarnego i Zakaukazie, zachodnią i środkową Syberię. Występuje poza tym w Azji środkowej (też w centralnej części Himalajów, gdzie sięga do wysokości 4800 m n.p.m.), na mniejszych obszarach rośnie także na wyspach Morza Śródziemnego, na Bliskim Wschodzie, w Afryce Północnej oraz na Islandii. Jako takson zawleczony występuje w Ameryce Północnej, łącznie z Grenlandią, jak również na Wyspie Świętej Heleny, w Afryce południowej i w Etiopii, w Ameryce Południowej (od Ziemi Ognistej poprzez Brazylię, Peru po Wielkie Antyle), a także na Nowej Zelandii. Podgatunki północnoamerykańskie (czasem uznawane za odrębne gatunki) występują na obszarze od Meksyku po północną Kanadę. Podgatunki azjatyckie występują w Azji od Afganistanu po środkowe Chiny.
W Polsce pokrzywa zwyczajna (tylko podgatunek nominatywny) jest pospolita na niżu i w niższych położeniach górskich sięgając w Tatrach do wysokości 1700 m n.p.m., w górach Hiszpanii rośnie do 2500 m n.p.m.

## Morfologia

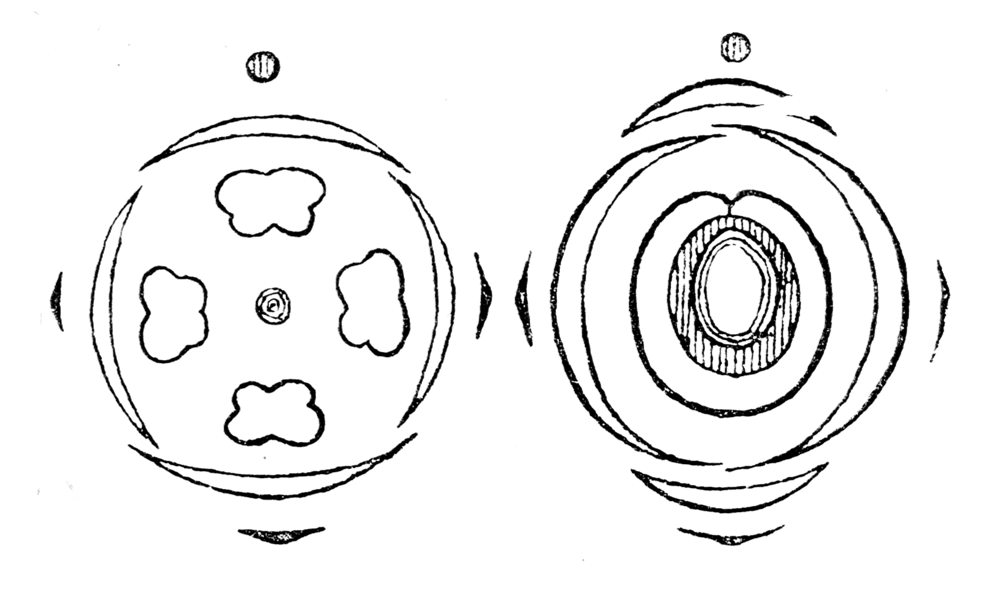
Narys kwiatowy kwiatu męskiego (po lewej) i żeńskiego (po prawej)

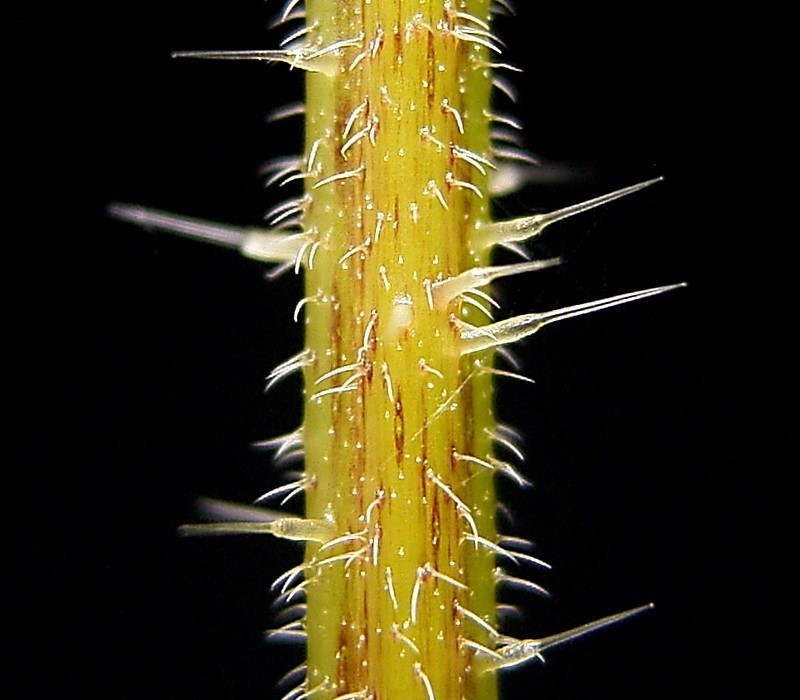
Łodyga z parzącymi włoskami
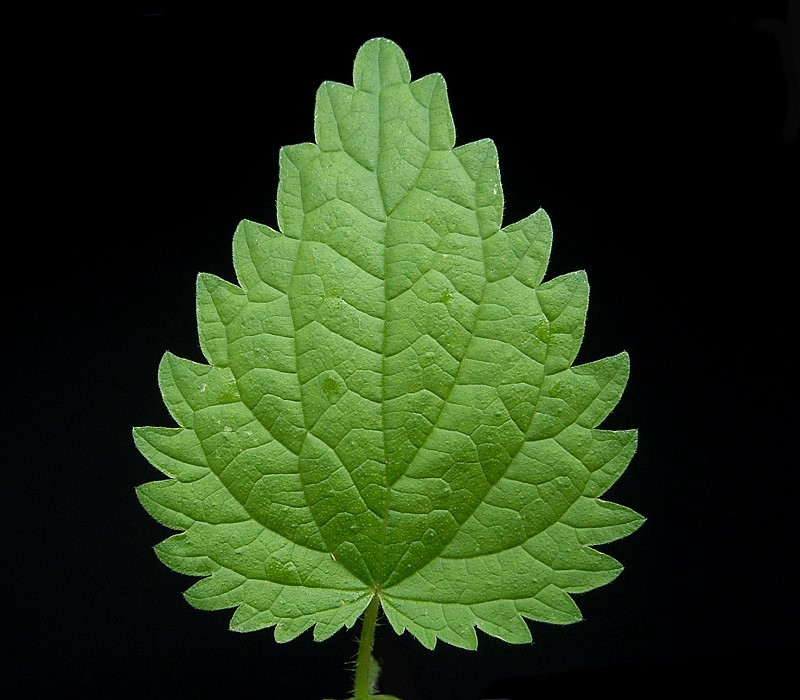
Kształt blaszki liściowej
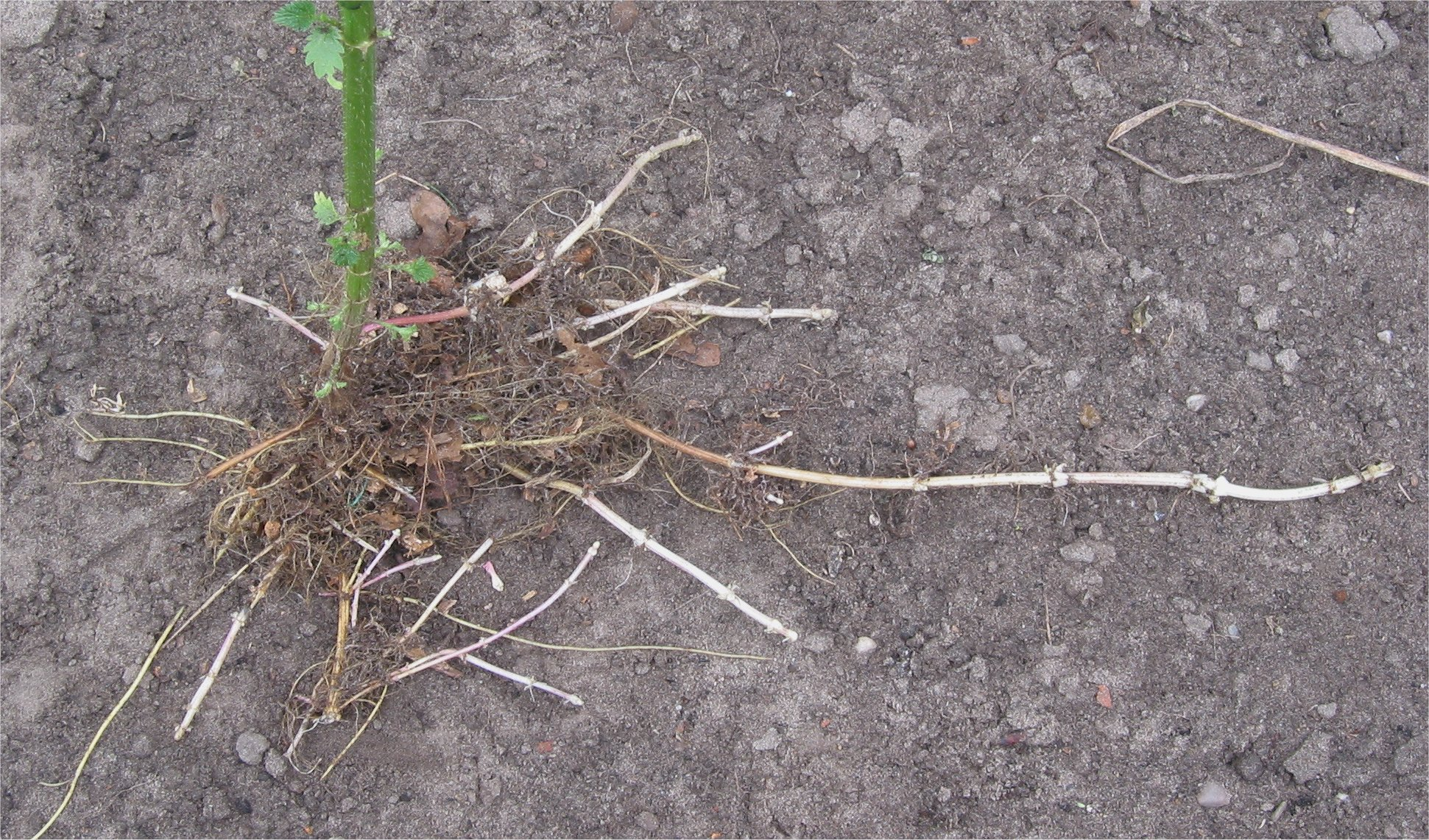
Kłącza

Gatunek bardzo zmienny pod względem wielkości, kształtu liści i kwiatostanów oraz stopnia owłosienia. Istotny wpływ na morfologię roślin ma siedlisko (→ zmienność fenotypowa). W miejscach nasłonecznionych rośliny są np. silniej owłosione.
ŁodygaPojedyncza, rzadko i słabo rozgałęziona, zwykle o wysokości od 0,4 do 1 lub 1,5 m, choć osiągająca czasem nawet do 3 m wysokości. Czterokanciasta, pokryta gęściej lub rzadziej szczeciniastymi, wydzielniczymi włoskami parzącymi i mniej licznymi włoskami nie parzącymi. Pod ziemią roślina wytwarza silnie rozgałęzione sympodialnie i drewniejące z wiekiem rozłogi. Z węzłów kłącza wyrastają włókniste korzenie.
LiścieUlistnienie nakrzyżległe. Z węzłów poza parą liści wyrastają cztery równowąskie przylistki o długości 5–8 mm (rzadko krótsze – do 2 mm). Ogonki liściowe osiągają od 2,5 do 4 cm długości i są owłosione włoskami parzącymi podobnie jak łodyga. Blaszka liściowa ma zmienny kształt, od szerokojajowatego po wąskolancetowaty (dolne liście są szersze, górne węższe), i rozmiary od 5 do 13 cm długości (rzadko jeszcze dłuższa) i 2,5–6 cm szerokości. Liście są z brzegu grubo piłkowane, czasem podwójnie (na brzegu mają 15–21 grubych ząbków). Koniec blaszki jest zaostrzony, zwykle długo. Z sercowatej nasady wychodzą 3 lub 5 żyłek z wiązkami przewodzącymi, które łukowato wygięte łączą się anastomozująco, poprzez 3–5 wtórnych rozgałęzień. Górna strona liścia pokryta jest z reguły rzadkimi włoskami parzącymi, podczas gdy od spodu są one liczne.
KwiatyRoślina jest przeważnie dwupienna (u podgatunków północnoamerykańskich jednopienna). Kwiaty niepozorne (do 1,5 mm średnicy), zielone, z czterodzielnym okwiatem, zebrane są w luźne lub gęste groniaste kwiatostany dłuższe od ogonków liściowych, wyrastające z pachwin liści (im lepszy dostęp do światła tym bardziej gęste i sztywne są kwiatostany). W kwiatach męskich znajdują się 4 pręciki (powstaje w nich do 30 tys. ziaren pyłku), w żeńskich obecny jest jeden jednokomorowy słupek utworzony z dwóch owocolistków z pędzelkowatym znamieniem. W kwiatach tych dwa listki okwiatu są większe, a dwa mniejsze. Kwiatostany żeńskie są zwieszone po przekwitnieniu.

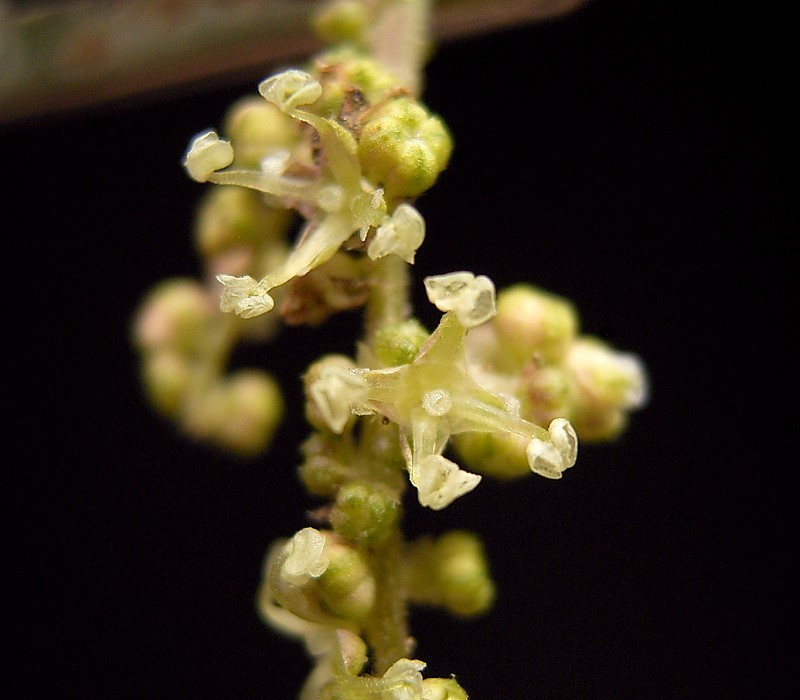
Kwiaty męskie z czterema pręcikami
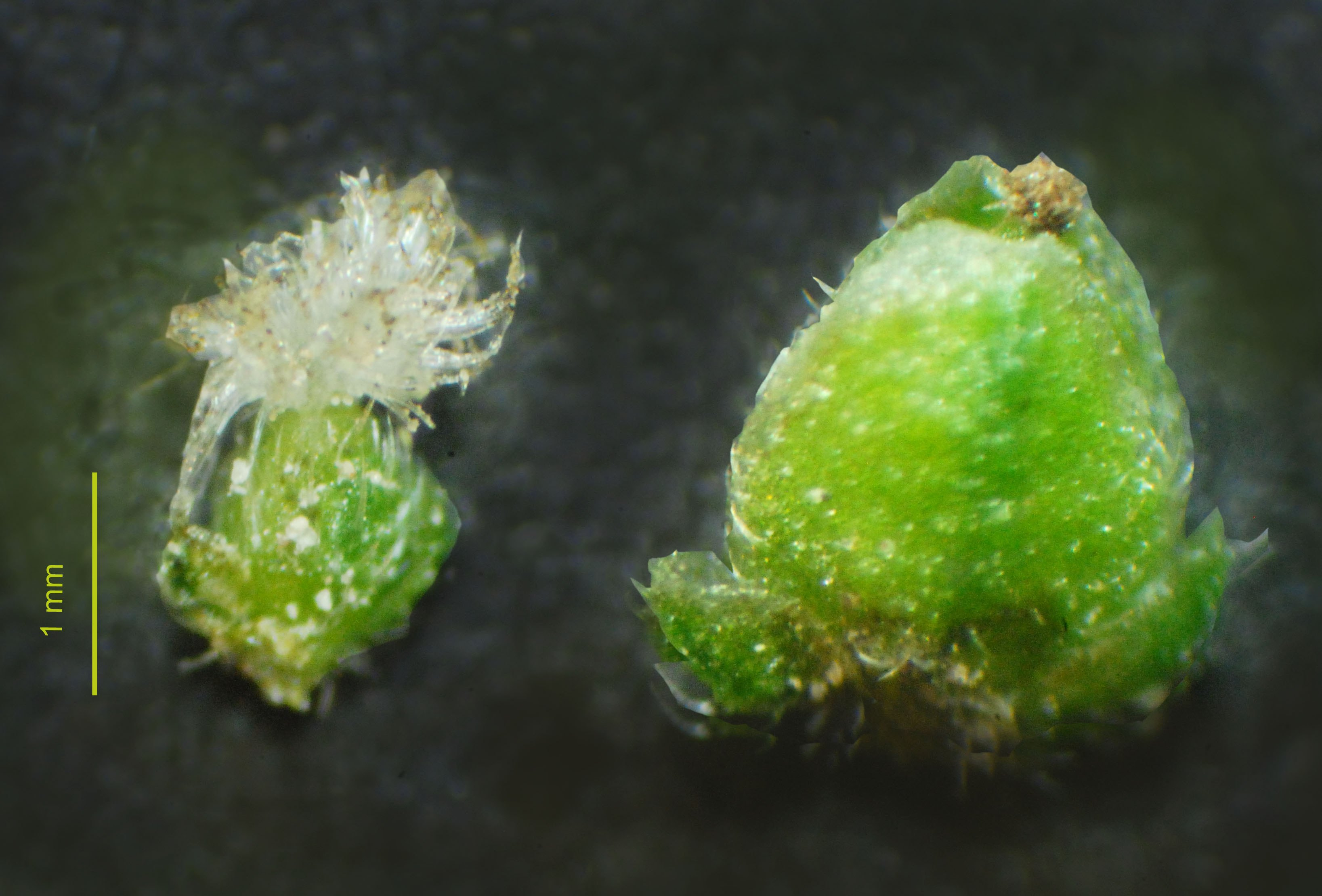
Kwiat żeński z pędzelkowatym znamieniem
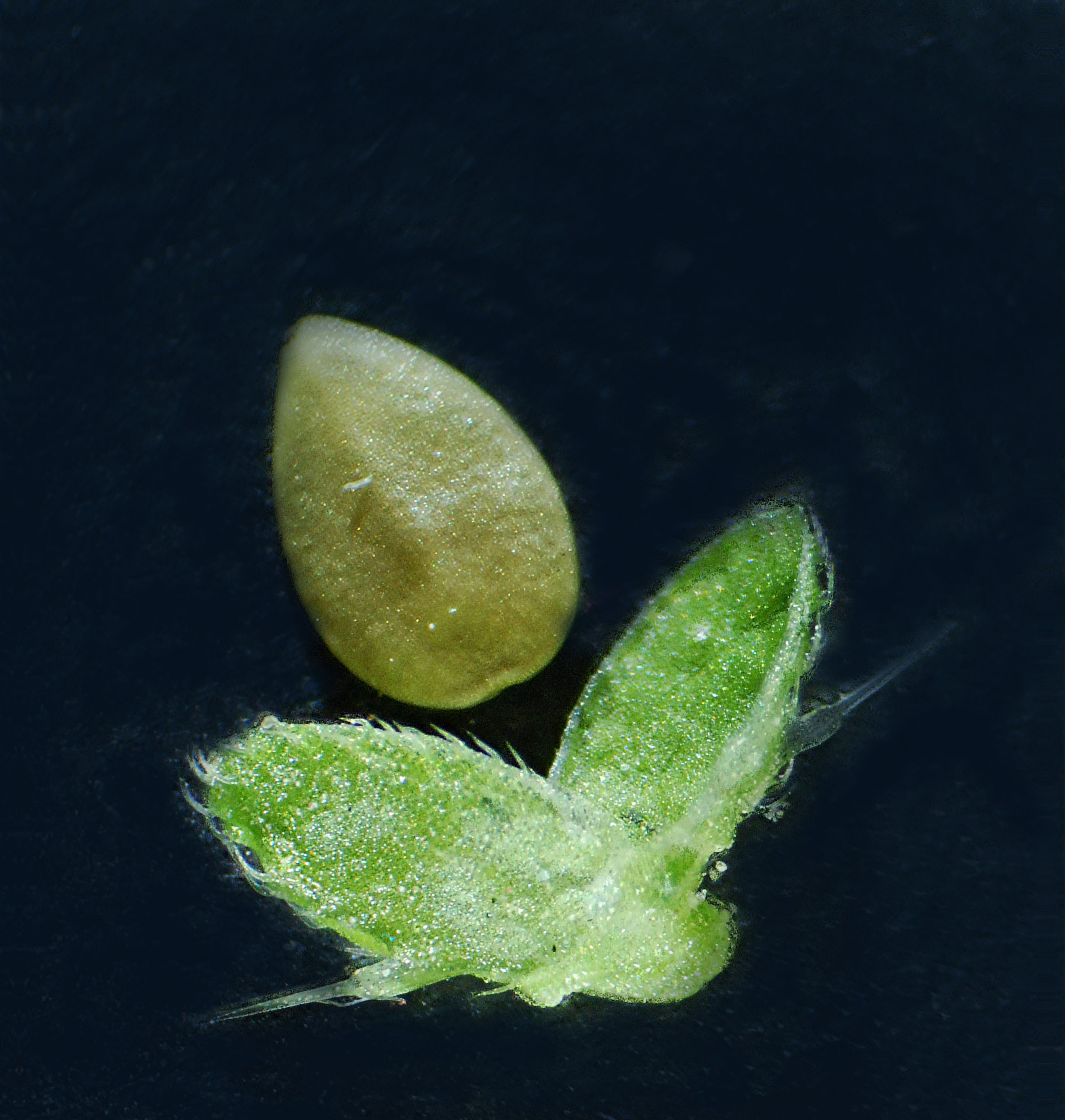
Owoc wypadający z trwałego okwiatu

OwoceJednonasienne, jajowate lub wąskoeliptyczne i lekko ścieśnione orzeszki o długości do 1,2 mm, otoczone trwałymi listkami okwiatu i często z zachowanymi resztkami słupka na szczycie. Jedna roślina wytworzyć może ok. 22. tys. owoców, przy czym w przypadku roślin rosnących w cieniu liczba ta bywa znacznie mniejsza i sięga tylko 500 owoców. Masa 1 tysiąca owoców wynosi od 0,16 do 0,26 g. Zrzucane są całe owocostany.
Gatunki podobnePodany z Polski gatunek pokrzywa poziewnikolistna (Urtica galeopsifolia J.Jacq. ex Blume) pozbawiony jest włosków parzących oraz ma kwiatostany wyrastające dopiero od 13–20 węzła (u pokrzywy zwyczajnej wyrastają one od 7–14 węzła). U gatunku tego liście od spodu są gęsto omszone. Podobne liście do pokrzywy zwyczajnej ma jasnota biała (Lamium album), zwana zresztą „głuchą pokrzywą” (różni się brakiem włosków parzących i okazałymi, białymi kwiatami).

## Biologia

### Rozwój

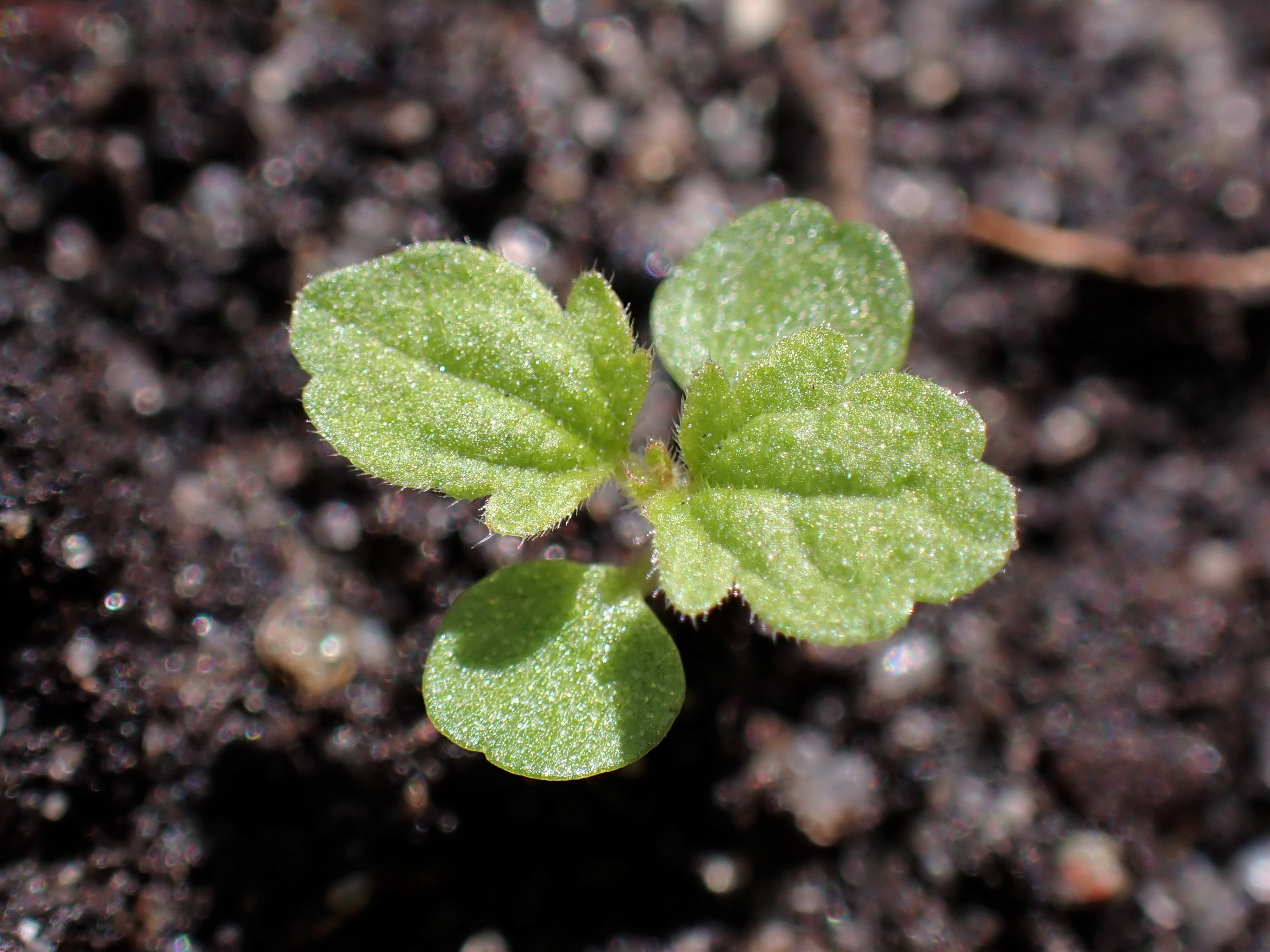
Siewka z liścieniami i pierwszą parą liści młodocianych

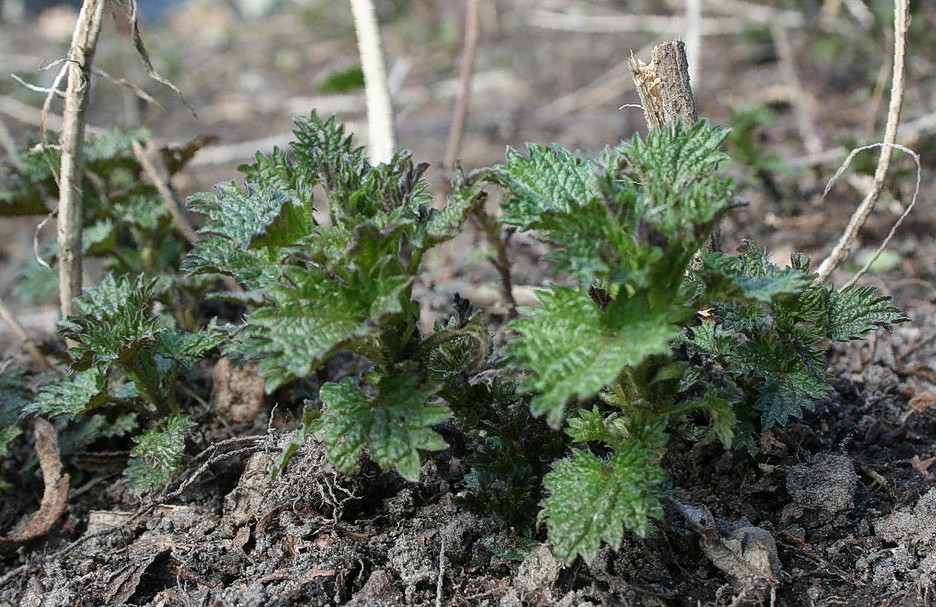
Młode pędy pokrzyw wyrastające z kłącza wiosną

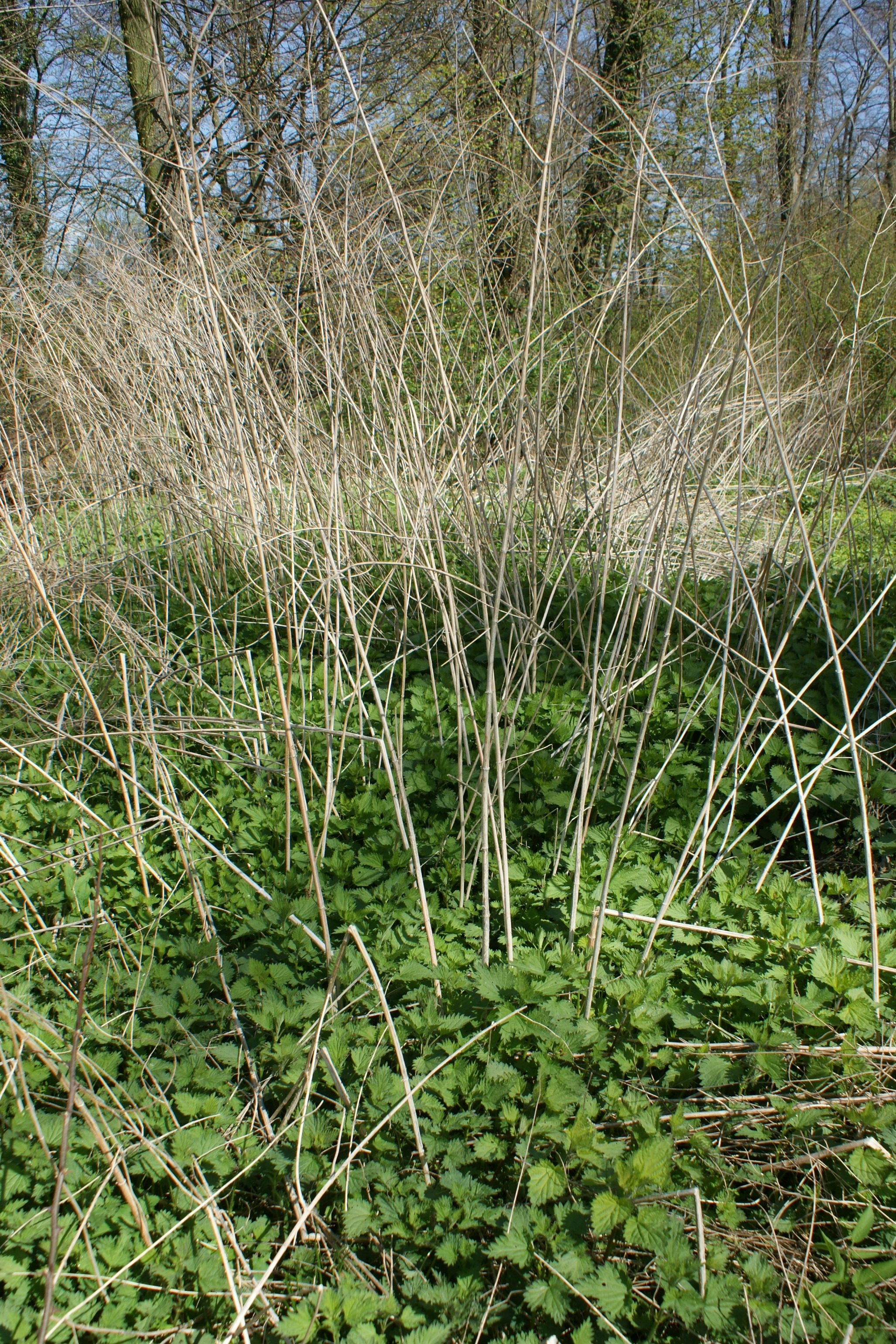
Młode pędy wiosną i suche zeszłoroczne

Pokrzywa zwyczajna jest byliną – hemikryptofitem – pędy nadziemne obumierają jesienią i roślina spędza zimę w postaci podziemnych kłączy. Wraz z nadejściem wiosny, z pąków śpiących znajdujących się na kłączach wyrastają nad ziemię w drugiej połowie marca ulistnione pędy i szybko rosną. Pokrzywa jest wiatropylna. Kwitnie od czerwca do października (na północy zasięgu do końca sierpnia), przy czym pylenie następuje podczas gorących dni, kiedy to kwiaty męskie po zagrzaniu się, rozwijają się i prostują nitki pręcików, wysypując przy tym pyłek. Kwiaty żeńskie otwierają się zwykle nieco później od męskich. Do zapłodnienia konieczne jest zapylenie krzyżowe. W sierpniu zaczynają dojrzewać owoce. W tym też czasie liście zaczynają więdnąć, a łodygi żółkną lub czerwienieją. Owoce rozsiewane są przez wiatr, często jednak pozostają na roślinach do samych mrozów. Nasiona nie są spoczynkowe i mogą kiełkować już 5–10 dni po dojrzeniu, przy czym kiełkują w 90%. Większość nasion ma krótką żywotność, część jednak zachowuje zdolność do kiełkowania przez 5, a nawet 10 lat. Kiełkowanie jest hipogeiczne, ale wzrost hipokotylu powoduje wyniesienie liścieni nad powierzchnię gruntu. Liścienie są owalne o szerokości do 1 mm i długości od 1,5 do 4 mm, z wycięciem na końcu. Osadzone są na ogonkach długości 2–5 mm. Zarówno ogonki, jak i blaszka liścieni pokryte są rzadko jednokomórkowymi włoskami. Epikotyl (łodyga nadliścieniowa) ma do 9 mm długości i na niej powstają już włoski parzące. Młodociane liście siewki są szerokojajowate, na brzegu grubo piłkowane, przy czym ząbki są zaokrąglone. Blaszka osadzona na ogonkach długości 1–2 mm osiąga 4–8 mm długości. Młoda roślina jest luźno owłosiona, włosków parzących jest niewiele.
Pokrzywa rozprzestrzenia się za pomocą nasion, ale także wegetatywnie, przy czym w warunkach niekorzystnych (np. w przy północnej granicy swego zasięgu) głównie za pomocą kłączy. Poszczególne osobniki z czasem tworzą rozległe klony (polikormony) składające się z wielu pędów nadziemnych (ramet). Młode rośliny zaczynają rozrastać się wegetatywnie już w pierwszym roku życia. Kłącze w ciągu roku może się wydłużyć o ponad 1,5 m (najczęściej 0,5 m). Szacowany czas życia pojedynczych osobników klonalnych może przekraczać 50 lat.

### Genetyka
Liczba chromosomów wynosi 2n=48 lub 52. Znaczne zróżnicowanie heterozygotyczne roślin prowadzi do dużej heterogeniczności potomstwa uzyskiwanego z nasion, co wpływa na zmienność gatunku (np. różnice w terminie kwitnienia roślin uzyskanych z nasion jednej rośliny sięgają 4 tygodni). Sformułowano hipotezę, że tetraploidalna pokrzywa zwyczajna powstała w wyniku hybrydyzacji gatunków diploidalnych – pokrzywy poziewnikolistnej Urtica galeopsifolia i Urtica sondenii.

### Anatomia
Pędy nadziemne pokryte są mniej lub bardziej gęsto włoskami parzącymi. Zawierają one płyn drażniący, który dostawszy się do skóry już w ilości 0,0001 mg powoduje powstawanie na niej bąbli. Włosek parzący jest pojedynczą komórką osadzoną na wielokomórkowej podstawie włoska. Komórka ta w dolnej części jest rozszerzona, w górnej zwężona i tutaj nieco zgięta i zwieńczona małą główką. Ściany komórki przesycone są krzemionką i węglanem wapnia i tuż pod główką są bardzo cienkie. W efekcie nawet delikatne dotknięcie powoduje odłamanie wierzchołka i wbicie ostrego i twardego włoska w skórę oraz uwolnienie zawartości wakuoli. Główka na szczycie włoska wysycona jest krzemionką. W tkankach pokrzywy zwyczajnej znajdują się również cystolity zbudowane z krzemionki (fitolity) o wielościennym, trójkątnym kształcie.
Udział łyka wynosi od 18 do 22% masy suchych łodyg (u odmian uprawnych więcej). Elementarne włókna mają długość od 2 do 12 cm, najczęściej od 2 do 4 cm i średnicę zwykle 40–50 μm. Włókna budowane są z czystej celulozy, a drewnienie następuje rzadko tylko na ich powierzchni. Starsze liście na szczycie są punktowane z powodu zawartych w komórkach kulistych cystolitów.

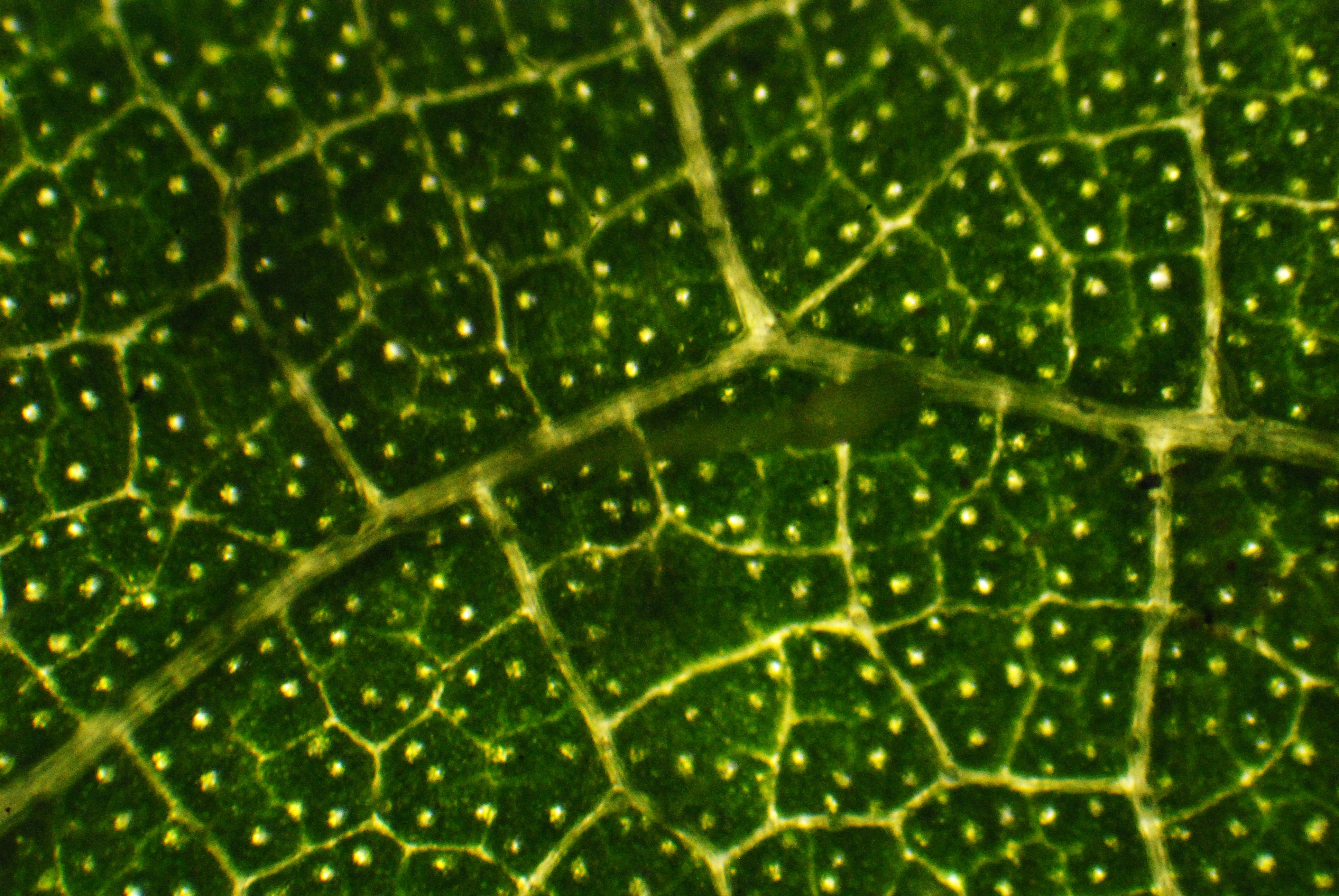
Cystolity w blaszce liściowej
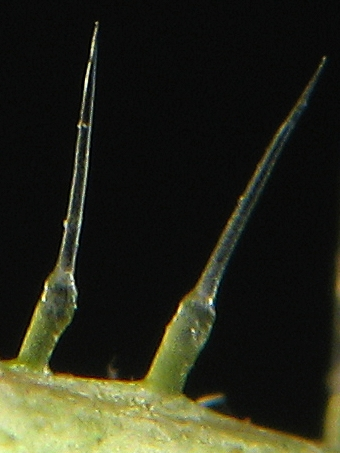
Włoski parzące
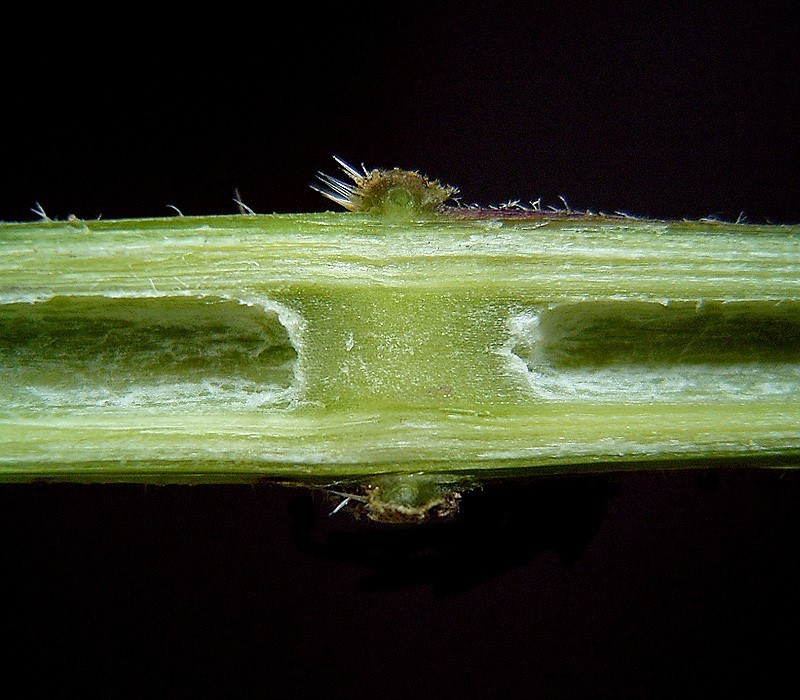
Przekrój przez łodygę na wysokości węzła

### Cechy fitochemiczne
W korzeniach pokrzywy zidentyfikowano lektyny, aglutyniny (w tym charakterystyczna dla pokrzywy tzw. Urtica dioica aglutynina = UDA), różnorodne polisacharydy (glukany, arabinogalaktan, związku glukozowo-galakturonowe) i sterole, w tym m.in. β-sitosterol, kwasy organiczne (glikolowy i glicerowy), lecytynę, woski i śluzy, sole mineralne (w tym krzemionkę), skopoletynę, lignany, kwasy tłuszczowe oraz znikome ilości monoterpenów, triterpenów, fenoli, tanin, kumaryn.
W liściach obecne są: flawonoidy, kwasy fenolowe, krzemowe i kwasy organiczne (np. pantotenowy), skopoletynę, znaczne ilości chlorofili (do 1%, przy czym chlorofil a w stosunku do chlorofilu b występuje w proporcji 3:1), dużo jest także β-karotenu (0,003%, do 50 mg% suchej masy), ksantofili (0,12%), protoporfiryn, witaminy C (0,1–0,6%), poza tym: triterpeny, sterole, oksylipiny, garbniki, glikokininy oraz 19% soli mineralnych, w tym szczególnie dużo potasu (42,8 g w kg suchej masy), wapnia, żelaza (1668 mg w 1 kg suchej masy), fosforu (5,5 g w 1 kg suchej masy). Wyróżniają się też wysoką koncentracją niektórych rzadkich pierwiastków, np. zawierają do 80 ppm tytanu (u innych roślin jest go zwykle ok. 1 ppm). Liście pokrzywy zawierają poza tym witaminę K, B2 oraz ślady olejku eterycznego (antofenu). We włoskach parzących znajduje się związek bliski kwasom żywicznym, acetylocholina, histamina, serotonina i śladowe ilości kwasu mrówkowego.
Suszone pędy pokrzyw zawierają 20,8% białek (w sianie białka strawne stanowią 10,8% masy), 2,5% tłuszczów, 18% celulozy i kilkanaście procent soli mineralnych.

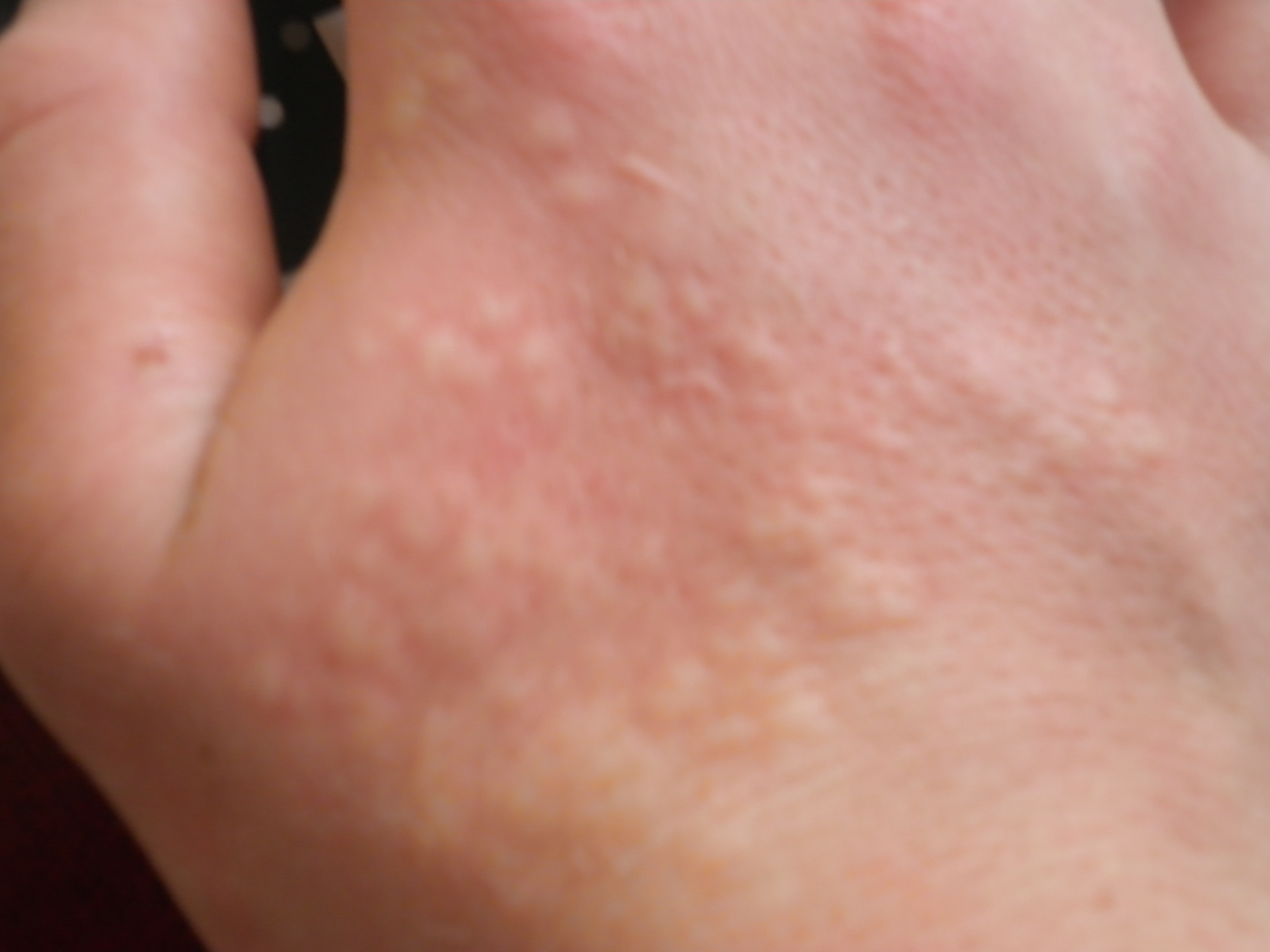
Skóra poparzona pokrzywą

Działanie toksyczne na skóręKontakt skóry z włoskami kłująco-parzącymi pokrzywy powoduje dermatozę – toksyczne zapalenie skóry określane w przypadku tego gatunku (także innych pokrzyw oraz roślin z rodzaju Laportea) mianem urticantia. Przejawia się ono uczuciem pieczenia, swędzenia i bólem oraz białymi grudkami i krostami o nieregularnym kształcie, na obrzeżach zaczerwienionych. Dolegliwości łagodzi pocieranie podrażnionego miejsca zgniecionymi liśćmi babki (Plantago), szałwii (Salvia), mięty (Mentha) lub szczawiu (Rumex) (według niektórych źródeł zwłaszcza szczawiu tępolistnego (R. obtusifolius), często towarzyszącego pokrzywie) ewentualnie posmarowanie oliwą. Według Pliniusza Starszego ten sam efekt daje użycie soku wyciśniętego właśnie z pokrzywy. Miejsc poparzonych nie należy przemywać wodą przez 2–3 dni, by nie wróciło dokuczliwe pieczenie. Pokrzywy przestają parzyć, jeśli zwiędną lub zostaną poddane obróbce cieplnej. W zależności od wrażliwości osobniczej stany zapalne u jednych osób mają przebieg bardzo ostry, bywają też ludzie niewrażliwi na poparzenia pokrzywami. Zwykle ból i swędzenie trwa do 10 minut.
Schorzenia o różnej etiologii, co prawda niezwiązanej z pokrzywą, ale objawiające się zmianami skórnymi podobnymi do oparzenia nią, określane są jako pokrzywka (urticaria).
Działanie toksyczne na organy wewnętrzneDziałanie drażniące dla nerek mają cystolity zawarte w starszych liściach pokrzyw. Według niektórych źródeł spożywanie surowych, świeżych roślin może też spowodować uszkodzenie wątroby.
Znaczenie alergologicznePyłki pokrzyw zawierają bardzo małe ilości białek powodujących reakcje alergiczne u ludzi i ich znaczenie alergenne jest niewielkie, zwłaszcza w porównaniu z innymi przedstawicielami rodziny pokrzywowatych takich jak parietaria (Parietaria). Ze względu na rozpowszechnienie pokrzyw, długotrwałość pylenia i wytwarzanie wielkich ilości pyłku – jego stężenia w atmosferze są bardzo wysokie. Z tego powodu bywa pokrzywa zaliczana do najczęstszych przyczyn kataru siennego. W istocie jednak nie jest ona nigdy wyłączną przyczyną alergii – uczulonych na nią jest ok. 13% osób spośród chorujących już na zaawansowaną pyłkowicę.

## Ekologia

### Siedlisko

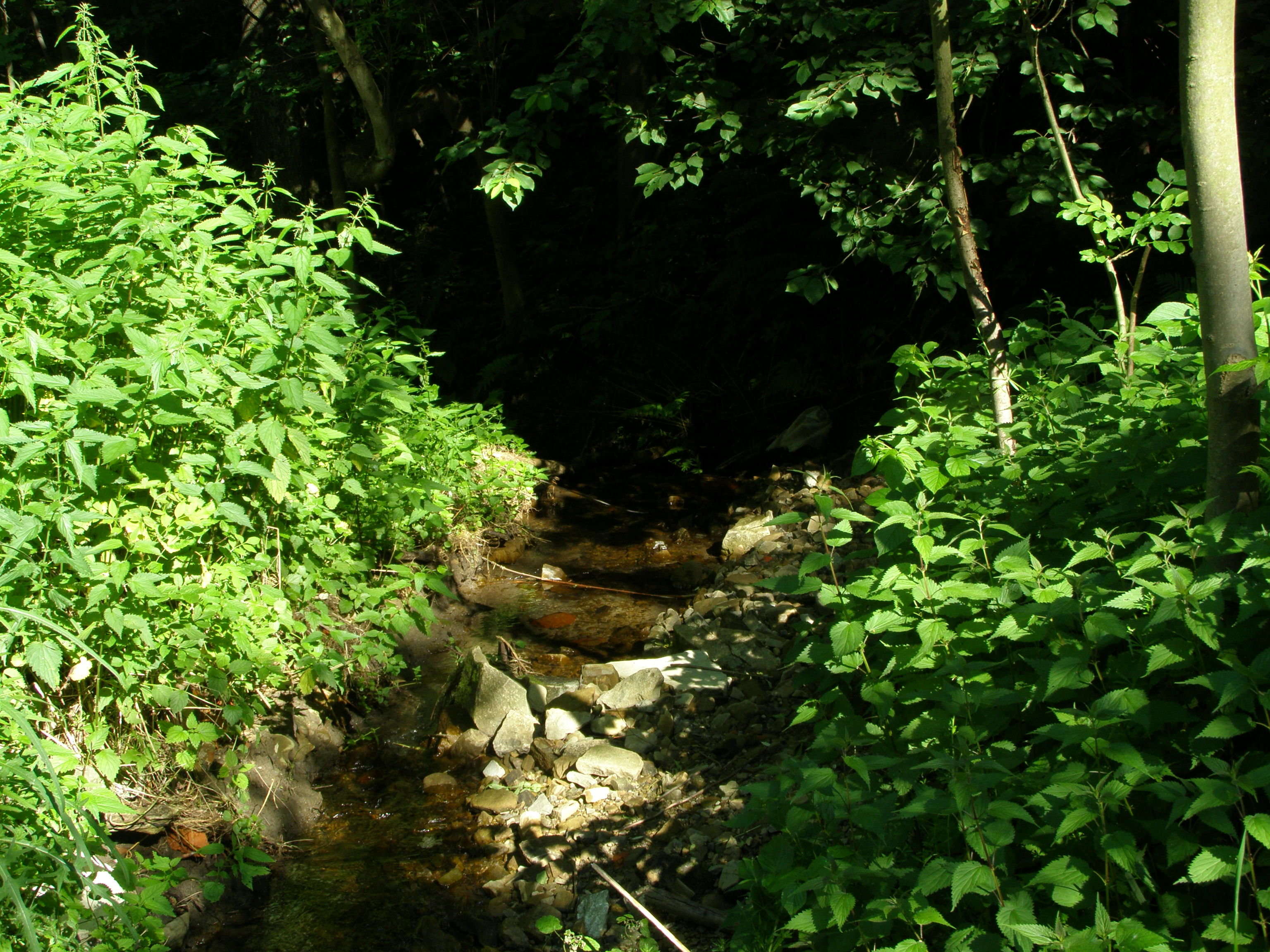
Brzeg strumienia porośnięty pokrzywą

Pokrzywa zwyczajna jest rozpowszechnionym w strefie klimatu umiarkowanego gatunkiem budującym liczne zbiorowiska roślinne kształtujące się zwłaszcza w dolinach rzecznych. Występuje w różnorodnych lasach łęgowych, w tym w europejskich i północnoamerykańskich łęgach wierzbowych i topolowych, europejskich łęgach z olszą czarną (Alnus glutinosa) i amerykańskich z olszą białą (A. rhombifolia). W zagłębieniach bezodpływowych rośnie często jako gatunek runa lasów olesowych, choć jednak brak ich w uboższych siedliskowo olsach torfowcowych. Jest rozpowszechniona poza tym w rozmaitych zbiorowiskach leśnych związanych z siedliskami żyznymi i wilgotnymi, w tym także z gatunkami iglastymi, np. w Europie w wyżynnym jodłowym borze mieszanym (Abietetum polonicum), w buczynach i grądach, a w Ameryce Północnej w lasach żywotnika olbrzymiego (Thuja plicata). Nad rzekami stanowi istotny składnik ziołorośli zarówno niżowych, jak i górskich (zwłaszcza w zespole Rumicetum alpini), poza tym rośnie często w szuwarach mozgi trzcinowatej, trzciny pospolitej i innych. Rozpowszechniona jest zwłaszcza na obrzeżach terenów podmokłych – np. na granicy turzycowisk i zbiorowisk wyżej położonych.
Jako apofit rośnie często i licznie na siedliskach ruderalnych (na przydrożach, przypłociach, wysypiskach odpadów), występuje jako chwast w ogrodach, sadach i na obrzeżach pól oraz na pastwiskach. W klasyfikacji zbiorowisk roślinnych jest w Europie Środkowej gatunkiem charakterystycznym dla Cl. Artemisietea vulgaris i gatunkiem wyróżniającym dla Ass. Poo-Arabidetum. Pokrzywa zwyczajna tworzy zwarte i rozległe płaty na porzuconych łąkach wstrzymując przez okres od kilku do kilkunastu lat inne przemiany sukcesyjne. W miarę upływu lat ekspansja pokrzyw powoduje zanikanie gatunków dawnej runi łąkowej, a z czasem wśród jej pędów zaczynają się pojawiać gatunki leśne.
Jako roślina azotolubna wymaga gleb żyznych, głębokich, bogatych w azot i fosforany, często przenawożonych. Unika gleb kwaśnych (preferuje zakres pH od 5,6 do 7,6), ubogich (zwłaszcza w fosforany) i zasolonych. Jest gatunkiem najwyraźniej odpornym na skażenie gleby metalami ciężkimi. Preferuje miejsca z dobrym dostępem do światła, w których obficie kwitnie i owocuje, w miejscach zacienionych rośnie słabiej. Najlepiej rośnie na glebach wilgotnych i mokrych, jednak źle znosi długotrwałe zalewy.

### Interakcje międzygatunkowe

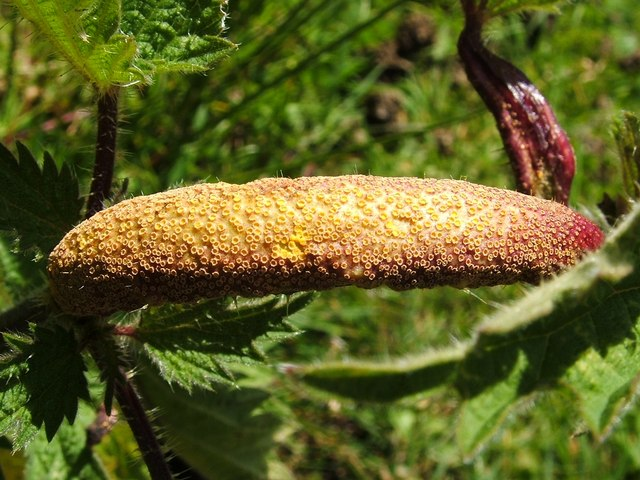
Pokrzywa porażona rdzą Puccinia urticata

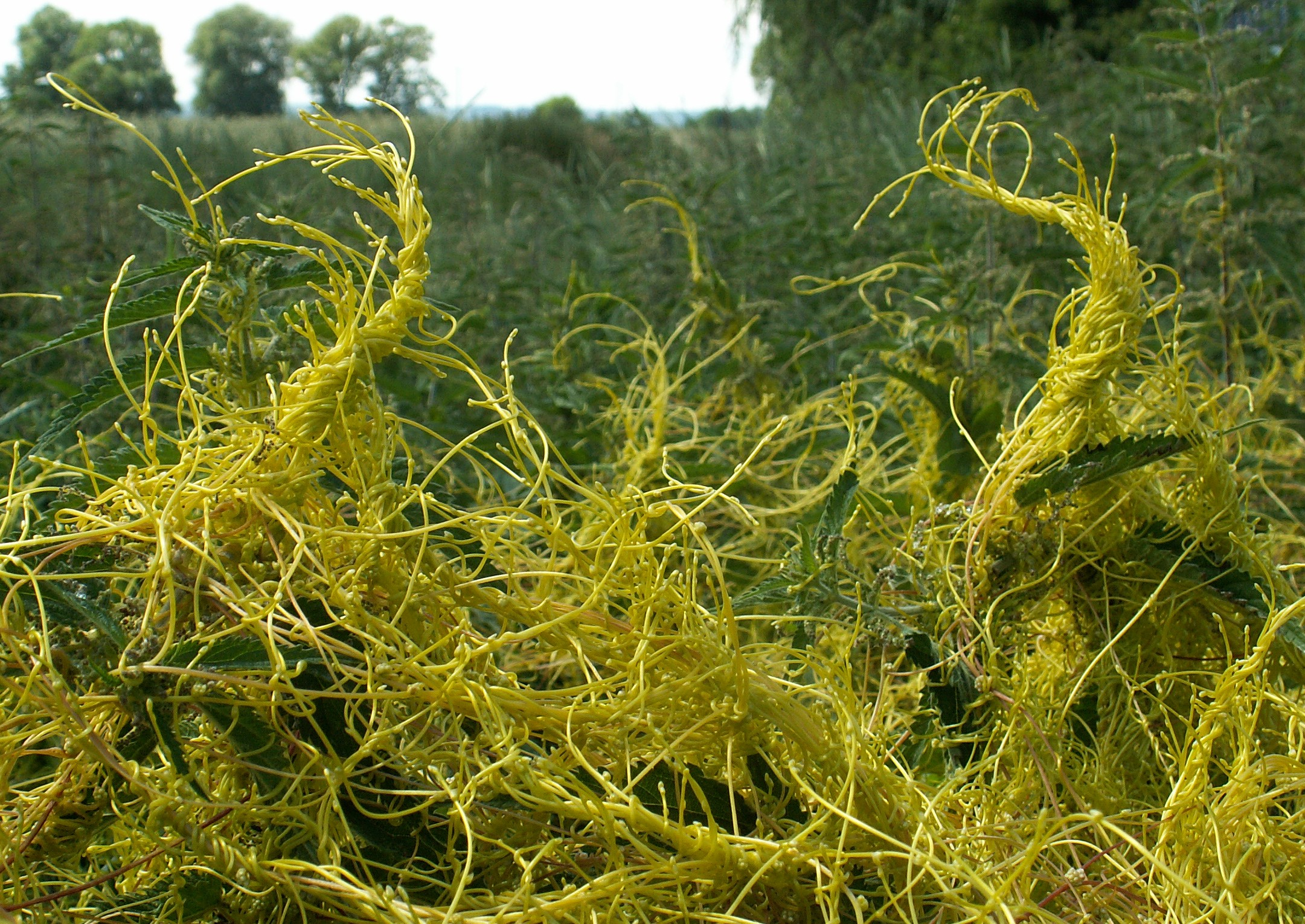
Pokrzywy oplecione kanianką pospolitą

Konkurencja roślinności trawiastej ogranicza rozrastanie się pokrzywy zwyczajnej. Z kolei jest ona bardzo ekspansywna na terenach podmokłych, na których nastąpił spadek poziomu wód oraz w lasach w przypadku wykonania zrębu na wilgotnym i żyznym siedlisku. W miejscach masowego występowania znacznie ogranicza zróżnicowanie gatunkowe roślin towarzyszących. Do nielicznych gatunków, wobec których pokrzywa nie jest konkurentem zmniejszającym liczebność, należy przytulia czepna wykorzystująca pędy pokrzywy jako podpory.
Pokrzywy ze względu na obecność włosków parzących są raczej omijane przez zwierzęta roślinożerne, zwłaszcza bydło i konie, częściej zjadane są zaś przez owce i króliki. Zwierzęta roślinożerne zjadają pokrzywy preferując rośliny i ich części o mniejszej gęstości włosków parzących. Stwierdzono zwiększenie gęstości włosków parzących na roślinach odrastających po zgryzieniu, w stosunku do stanu wcześniejszego. Większą gęstość włosków parzących zarejestrowano też w takich przypadkach na roślinach rosnących na obrzeżach płatów (bardziej narażonych na zgryzienie) niż w ich centrum.
Pokrzywa odgrywa istotną rolę w ekosystemie jako roślina żywicielska wielu gatunków owadów. Szczególnie masowo mogą się pojawiać na pokrzywach gąsienice rusałki pokrzywnika (Aglais urticae) i rusałki pawika (Inachis io). Mniej licznie żerują na pokrzywach takie motyle jak: rusałka admirał (Vanessa atalanta), rusałka osetnik (Cynthia cardui) i Doralis urticaria. Pokrzywa zwyczajna jest rośliną żywicielską dla szkodnika upraw warzyw korzeniowych z rodziny selerowatych – połyśnicy marchwianki (Chamaepsila rosae). Żywią się nią także chrząszcze z gatunków Nedyus quadrimaculatus, Chrysolina polita, Phyllobius pomaceus oraz larwy Parathelcus pollinarius i Phyllobius pomaceus, pluskwiaki: Heterogaster urticae, Plagiognathus chrysanthemi, Heterotoma planicornis, Orthonotus rufifrons, z równoskrzydłych Microlophium carnosum oraz wciornastek Thrips urticae. Liście są minowane przez larwy muchówek z rodzaju Agromyza, podczas gdy larwy innych muchówek (Melanagromyza aenea i Phytomyza flavicornis) zasiedlają łodygi.
Również ślimaki żywią się tkankami pokrzywy zwyczajnej. W przypadku ślimaka zaroślowego Arianta arbustorum i wstężyka gajowego Cepaea nemoralis pokrzywa bywa często najważniejszym źródłem pokarmu roślinnego. Pokrzywą żywi się także: krążałek plamisty Discus rotundatus, Hygromia striolata i Helix aspersa.
Gęste skupienia pokrzyw nad wodą są wykorzystywane jako biotop lęgowy przez krakwy i krzyżówki. Między innymi w zbiorowiskach pokrzyw bytuje preriokur bażanci, a także inne drobne ptaki i ssaki.
Pokrzywa porażana jest przez grzyby z gatunków: Peronospora debaryi, Pseudoperonospora urticae, Erysiphe urticae, Septoria urticae, Phyllosticta urticae, Puccinia urticata, Calyptella capula i Ramularia urticae.
Pokrzywa zwyczajna należy do podstawowych roślin żywicielskich dla kanianki pospolitej.

## Zmienność
Gatunek bardzo zróżnicowany i zmienny, o problematycznej i zmiennej taksonomii. W jego obrębie wyróżnia się szereg taksonów wewnątrzgatunkowych. W randze podgatunków zalicza się tu kilka taksonów północnoamerykańskich w przeszłości traktowanych czasem jako odrębne gatunki. Szereg dawniej opisywanych form i odmian ma wątpliwą wartość taksonomiczną w związku ze znaczną heterogenicznością potomstwa uzyskiwanego z nasion tej samej rośliny.
Taksony wewnątrzgatunkowe
W randze podgatunków wyróżnia się następujące taksony:
- U. dioica subsp. afghanica Chrtek – występuje w Afganistanie, w zachodniej części chińskiego regionu autonomicznego Sinciang oraz w Tybecie[59]. Wyróżnia się bardzo rzadkimi włoskami, krótkim ogonkiem osiągającym od 1/6 do 1/3 długości blaszki liściowej oraz blaszką lancetowatą o zaokrąglonej nasadzie[7].
- U. dioica subsp. dioica – podgatunek nominatywny. Rodzimy dla Eurazji, ale zawleczony został także na Grenlandię i kontynentalną Amerykę Północną[8], na Wyspę Świętej Heleny, do Afryki południowej i Etiopii[6]. Roślina z włoskami parzącymi przynajmniej na spodniej stronie liści. Kwiatostany rozwijają się od 7–14 węzła licząc od nasady pędu[13].
- U. dioica subsp. gansuensis C.J. Chen – stwierdzony w chińskich prowincjach Gansu i Syczuan[59]. Rośliny są owłosione i liście długoogonkowe jak u podgatunku typowego. Jednak przylistki są krótsze (do 3 mm, podczas gdy u typu zwykle 5–8 mm), liście są nieco krótsze i szersze niż u typu, kwiatostany żeńskie są ścieśnione i krótsze od ogonków liściowych[7].
- U. dioica subsp. holosericea (Nutt.) Thorne (syn. Urtica holosericea Nutt.) – występuje w zachodniej części Stanów Zjednoczonych oraz w północnym Meksyku. Rośliny jednopienne, łodygi omszone, podobnie jak liście (te miękkie w dotyku), włoski parzące głównie na spodniej stronie liści, na górnej ich brak lub bardzo nieliczne. Rośliny bywają owłosione w różnym stopniu, tworząc formy przejściowe słabiej owłosione, trudne do odróżnienia od podgatunku gracilis[8].

Z obszaru od Iranu po Turcję podawany jest poza tym podgatunek U. dioica subsp. kurdistanica Chrtek in Rechinger (ma liście głęboko piłkowane i gęste włoski parzące skupione jednak tylko w dolnej części pędu i spodniej stronie liści), a z Cypru opisano U. dioica subsp. cypria H. Lindb. (rośliny jednopienne, z nielicznymi włoskami parzącymi w górnej części pędu) – takson bardzo zbliżony do północnoamerykańskiego subsp. gracilis.
Kilka taksonów wyróżnianych w różnych źródłach jako podgatunki Urtica dioica traktowane są w taksonomicznej bazie danych The Plant List jako odrębne gatunki. Wśród taksonomów także przeważa pogląd o celowości wyodrębnienia ich w randze gatunków:
- Urtica dioica subsp. galeopsifolia (Wierzb. ex Opiz) Chrtek[60] → pokrzywa poziewnikolistna Urtica galeopsifolia J.Jacq. ex Blume – występuje na rozległym obszarze Europy, w tym także w Polsce. Preferuje siedliska związane z wilgotnymi lasami. Liście zupełnie bez włosków parzących, wąskolancetowate. Kwiatostany rozwijają się od 13–22 węzła licząc od nasady pędu[13].
- U. dioica subsp. gracilis (Aiton) Selander → Urtica gracilis Ait. – występuje w Ameryce Północnej z wyjątkiem jej północnych i południowych obrzeży. Rośliny jednopienne, łodygi nagie lub z nielicznymi parzącymi włoskami, liście od spodu z parzącymi włoskami poza tym nagie lub słabo owłosione, z wierzchu bez włosków parzących[8].
- Urtica dioica subsp. kioviensis Buia → Urtica kioviensis Rogow. – występuje w Europie środkowej i wschodniej od Austrii, Niemiec, Danii po Rosję i Ukrainę (z Polski gatunek nie był podawany)[61].
- Urtica dioica subsp. platyphylla P. Medvedev → Urtica platyphylla Wedd.[62] – spotykana w Japonii[63].
- Urtica dioica subsp. pubescens (Ledeb.) Domin[11] → Urtica pubescens Ledeb. – spotykana na suchych siedliskach Europy wschodniej i południowo-wschodniej po zachodnią Turcję[11].
- Urtica dioica subsp. sondenii (Simmons) Hyl. lub odmiana var. sondenii Simmons → Urtica sondenii (Simmons) Avrorin ex Geltman, 1988. – występuje w strefie okołobiegunowej i w górach środkowej Azji[6][7].

Za formę typową podgatunku nominatywnego uważane były rośliny umiarkowanie pokryte parzącymi włoskami. Wyróżniane były poza tym takie formy jak: f. horrida Wedd. (gęsto szczeciniasto owłosiona, włącznie z okwiatem kwiatów żeńskich), f. trilobescens Ullep. (liście z boków z pojedynczymi ząbkami wyraźnie większymi od reszty, prawie trójklapowe), f. carpatica Zap. (rośliny wysokie z okazałymi, choć cienkimi liśćmi, z nielicznymi włoskami parzącymi i silnie sercowatą nasadą dolnych liści). Rośliny rosnące w lasach, mające liście górne równowąsko-lancetowate o nasadzie klinowatej wyróżniane są jako odmiana var. angustifolia (Fisch.) Ledeb.
Mieszańce
Pokrzywa zwyczajna tworzy mieszańce z pokrzywą żegawką. Nie ma także bariery reprodukcyjnej z bliżej spokrewnionymi gatunkami, uznawanymi w różnych ujęciach także za podgatunki, jak np. w przypadku pokrzywy poziewnikolistnej, z którą tworzy płodne mieszańce o cechach pośrednich.
Zmienność wynikająca z zabiegów hodowlanych
W wyniku hodowli pokrzyw prowadzonych w XX wieku w Niemczech przez profesora Gustawa Bredemanna uzyskano klony pokrzywy zwyczajnej o zwiększonej zawartości łyka (włókien), wynoszącej od 13 do 16%. Rośliny te nie są zarejestrowanymi odmianami uprawnymi.

## Nazewnictwo
Pokrzywa zwyczajna znana jest w języku polskim pod licznymi nazwami zwyczajowymi i ludowymi: koprywa (określenie stosowane na kresach), kropiewa (z rosyjskiego), parzawica, pokrzywa chyrzawka, p. dwupienna, p. parząca, p. wielka. Nazwa „pokrzywa” pojawia się w szeregu publikacji z XVI wieku. W XIX wieku stosowano dla gatunku raczej nazwę „pokrzywa wielka” (też „pokrzywy wielkie”). Nazwa „pokrzywa zwyczajna” spopularyzowana została przez kolejne wydania „Roślin polskich” (począwszy od 1924).
Nazwa naukowa Urtica dioica ustalona została zgodnie z zasadami nomenklatury botanicznej przez Karola Linneusza w jego dziele Species Plantarum z 1753. Jednak nazwa ta stosowana była wcześniej np. przez Adriaana van Royena na początku XVII wieku. Jeszcze wcześniej gatunek był opisywany często pod nazwą Urtica major, ewentualnie jako Urtica vulgaris (przez Jeana Bauhina i Hieronima Bocka), Urtica urens maxima (przez Gasparda Bauhina), Urtica sylvestris (przez Konrada Gesnera). Nazwa Urtica w odniesieniu do pokrzywy stosowana była już u autorów rzymskich, przy czym pochodzi od łacińskiego słowa uro znaczącego palę, piekę, parzę. Epitet gatunkowy dioica oznacza dwudomowy, rozdzielnopłciowy i powstał jako wyraz złożony z greckich słów dis (=dwa) i oicos (=dom).
W nomenklaturze botanicznej jako epitet gatunkowy stosowane jest nierzadko określenie urticifolius (-ia) w znaczeniu „pokrzywolistny” (mający liście podobne do pokrzywy).

## Zastosowanie
Pokrzywa jest rośliną od dawna wszechstronnie użytkowaną, przy czym wśród roślin użytkowych należy do najbardziej niedocenianych. O jej właściwościach leczniczych pisali już w starożytności m.in. Hipokrates, Skryboniusz Largus, Pedanios Dioskurydes i Pliniusz Starszy. W średniowieczu chwalili jej właściwości Hildegarda z Bingen oraz Paracelsus. Albert Wielki opisywał jej zastosowanie przędzalnicze. Hieronim Bock w XVI wieku wskazywał ją jako jedną z najważniejszych roślin użytkowych o wielostronnych zastosowaniach. W XIX wieku roślina została zapomniana i traktowana tylko jako pokarm dla ubogich. Wracała do łask jednak w czasach kryzysu (np. podczas wojen światowych). W końcu XX wieku wraz z rozwojem wiedzy o jej właściwościach leczniczych, kosmetycznych, żywieniowych oraz wraz z rosnącym zapotrzebowaniem na naturalne produkty – pokrzywa zyskała ponownie na znaczeniu i popularności.

### Roślina lecznicza

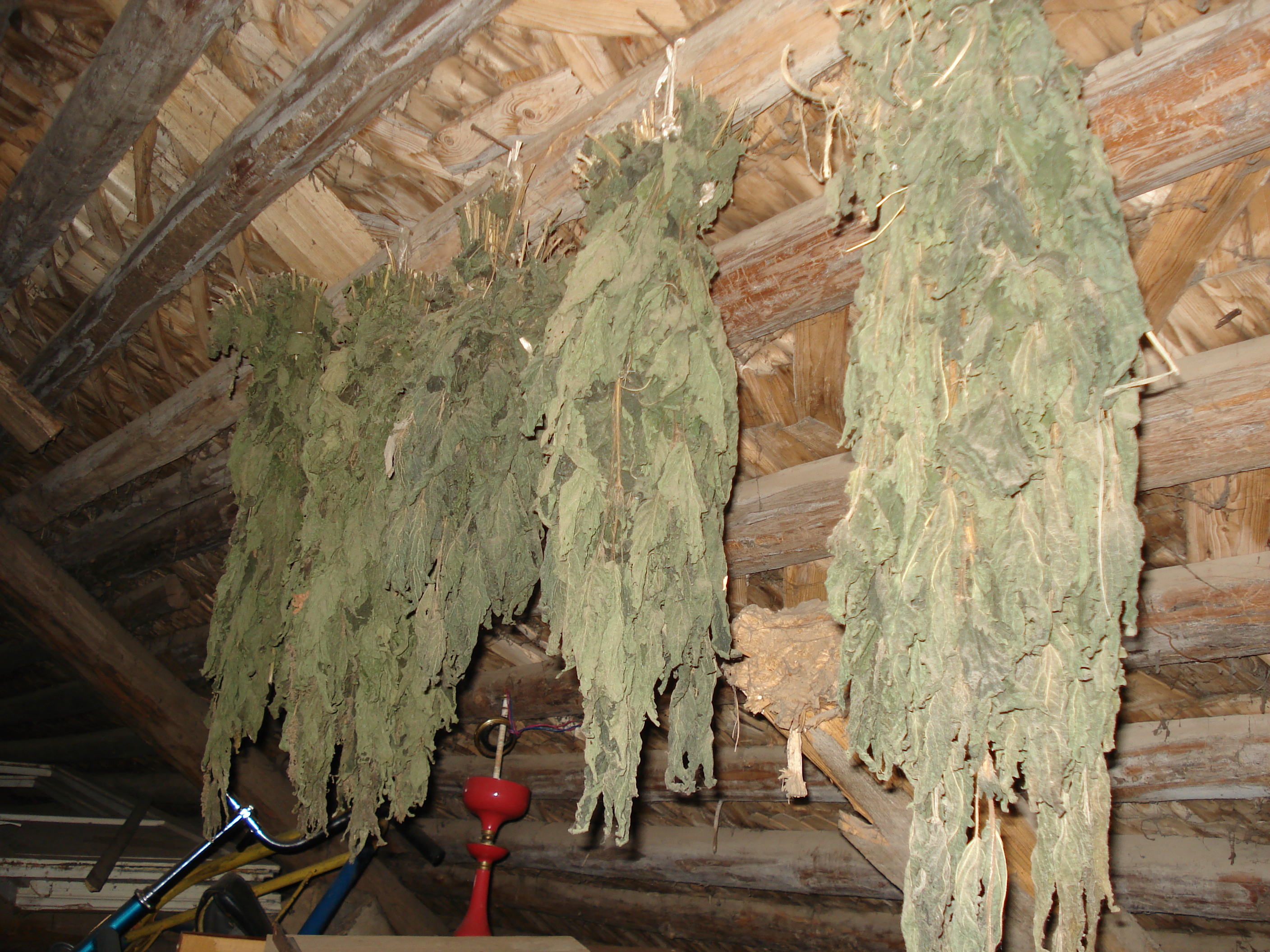
Suszone ziele pokrzyw

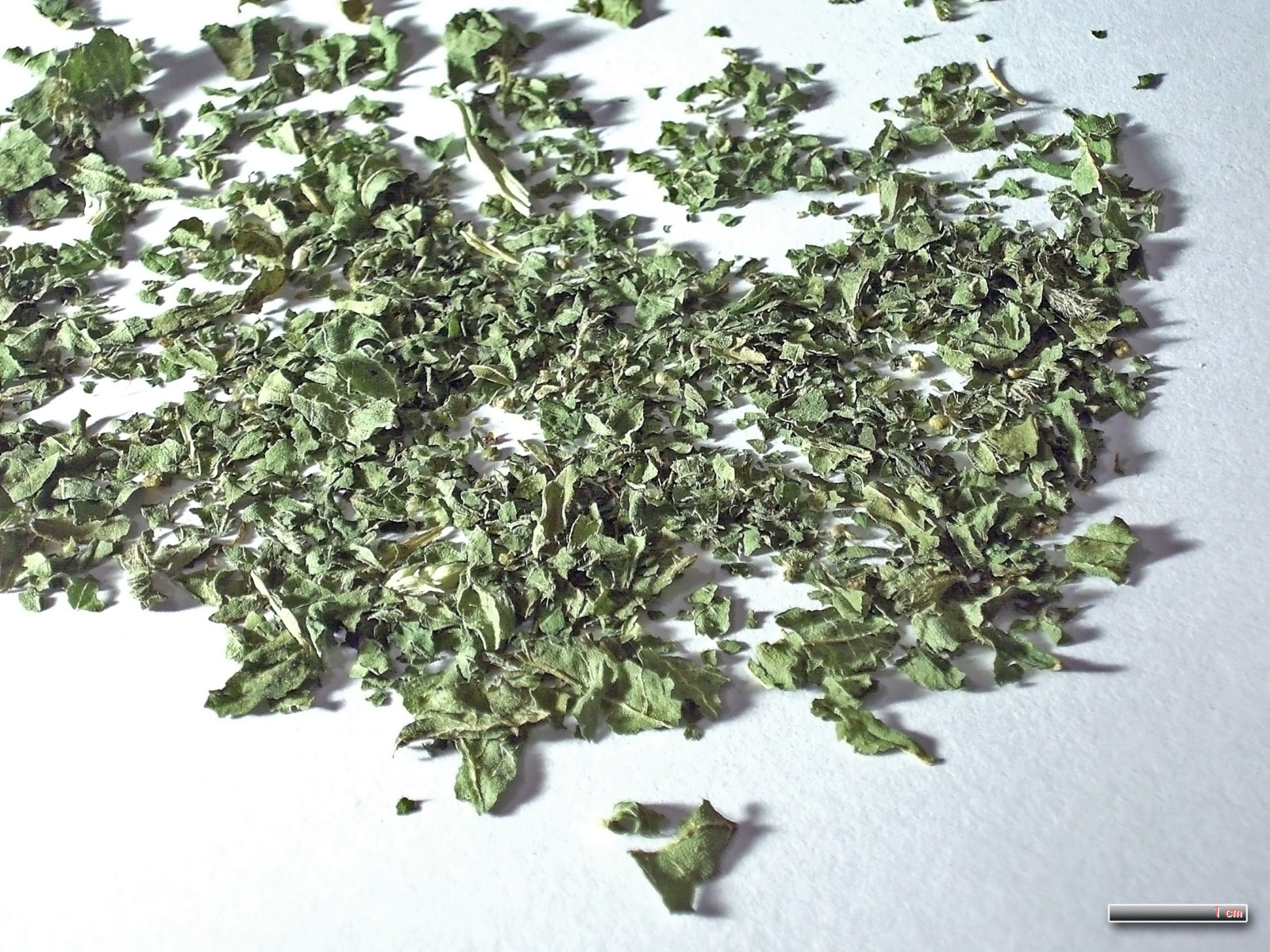
Suszone liście

Historia i stosowanie w lecznictwie ludowymRoślina ma długą tradycję zastosowań leczniczych. Autorzy starożytni (np. Pedanios Dioskurydes i Pliniusz Starszy) wskazywali m.in. na jej zdolność do tamowania krwotoków, uznawali za afrodyzjak, remedium na zatrucia i oparzenia. Sok zaprawiany cukrem zalecany był na żółtaczkę, astmę, gruźlicę i kolki. W leczeniu zaburzeń nefrologicznych (m.in. kolki nerkowej i krwiomoczu) stosował ją Mikołaj Kopernik, opierając się głównie na pracach Awicenny. W lecznictwie ludowym biczowanie pokrzywami praktykowano w stanach reumatycznych, przy czym czyniono tak już co najmniej od starożytności. Rzymianie zwali taki zabieg utricatio i przypisywali mu niezwykłą skuteczność, także np. przy leczeniu cholery. Według Krzysztofa Kluka podobnym sposobem postępowali sobie u płci męskiey do sprawy małżeńskiey niesposobney. Pokrzywa wykorzystywana była w lecznictwie ludowym w Polsce także przy schorzeniach skóry, pielęgnacji włosów i łupieżu, astmie i kaszlu, rzadziej przy chorobach kobiecych, chorobach przewodu pokarmowego i krwionośnego oraz przy przeziębieniach. Suszone ziele palono jak papierosy przy astmie, kaszlu i bólach zębów. W Rosji i w Afryce pokrzywa była stosowana także przy obrzękach, biegunce i robaczycy. Po rozprzestrzenieniu na świecie pokrzywa szybko w różnych obszarach trafiła w szerokim zakresie do użytku w lecznictwie ludowym (np. w Ameryce Południowej i Środkowej).
Surowiec zielarskiLiść pokrzywy (Folium Urticae), ziele pokrzywy (Herba Utricae dioicae), korzeń pokrzywy z rozłogami (Radix Urticae), nasiona pokrzywy (Semen Utricae dioicae). W zielarstwie surowca dostarczają dwa równocenne gatunki: pokrzywa zwyczajna i pokrzywa żegawka. Suszone liście są barwy od ciemnozielonej po brunatnawozielone na górnej powierzchni, jaśniejsze na dolnej. Blaszka liściowa jest silnie pokurczona, jajowata do podługowatej, o długości do 10 cm i szerokości do 5 cm z grubo piłkowanym brzegiem i sercowatą bądź zaokrągloną nasadą. Widoczne jest siatkowate unerwienie wyraźnie uwypuklone na dolnej powierzchni. Wysuszone liście mają charakterystyczny zapach oraz nieco gorzki, słonawy smak.
Zbiór i przechowywanieZiele i liście zbiera się od maja do września, zrywając pędy przed kwitnieniem i tylko wierzchołki do ok. 30 cm długości. Podczas zbioru należy stosować rękawice, by ustrzec się oparzeń. Liście można obrywać po przewiędnięciu lub zasuszeniu ziela, kiedy pokrzywa już tak nie parzy. Liście i ziele suszy się bez dostępu światła, przy czym materiał roślinny musi być rozrzucony luźno, zlepiony bowiem łatwo się zaparza i brunatnieje. Wydajność suchego surowca wynosi 22–23% zbioru. Korzenie i kłącza wykopuje się wczesną wiosną lub jesienią, myje i suszy w przewiewnym miejscu lub w temperaturze nieprzekraczającej 40 °C. Owoce zbiera się po dojrzeniu, tj. w sierpniu i wrześniu.
DziałanieSurowiec zielarski wchodzi w skład mieszanek ziołowych Immunofort, Urofort, Diabetosan, Reumosan i Vagosan oraz mieszanek farmakopealnych Species antirheumaticae i Species metabolicae.
Wyciągi wodno-alkoholowe z korzenia, zawierające sitosterole wykorzystywane są w leczeniu łagodnego przerostu prostaty, w początkowym stadium choroby. Nie likwidują choroby, ale spowalniają jej rozwój i właśnie hamowanie przerostu prostaty jest najczęstszym zastosowaniem leczniczym korzenia pokrzywy w nowoczesnej medycynie. Działanie lecznicze polega na zwiększeniu objętości wydalanego moczu i przepływu cewkowego oraz zmniejszeniu ilości moczu zalegającego. Substancjami czynnymi może być sitosterol lub jego glikozyd, lignany, UDA i polisacharydy. Ponieważ lek łagodzi dolegliwości, ale nie zmniejsza przerostu prostaty, zalecane są, poza jego przyjmowaniem, także regularne kontrole lekarskie.
Pokrzywa jest także środkiem pomocniczym w leczeniu cukrzycy typu 2 (liście i ziele obniżają nieznacznie poziom cukru we krwi). Jest też stosowana w stanach zapalnych dróg moczowych i skóry. Wpływa dodatnio na procesy przemiany materii (za sprawą bogactwa witamin i pierwiastków śladowych), pobudza działalność gruczołów wydzielania wewnętrznego, z powodu flawonoidów, garbników i witaminy K działa przeciwkrwotocznie, zwiększa poziom hemoglobiny i liczbę erytrocytów, poprawia perystaltykę jelit. Szczególnie polecana jest na wiosenne osłabienie, gdyż stwierdzono w surowcach istnienie czynników pobudzających wytwarzanie interferonu i antygenów wirusowych, oraz przy anemii. W 2011 r. badania na mysim modelu wykazały, że aglutynina wytwarzana przez pokrzywę zwyczajną hamuje namnażanie się koronawirusa SARS, wywołującego zespół ciężkiej ostrej niewydolności oddechowej.
Używana miejscowo sprzyja gojeniu się ran, czyraków i wrzodów. Chlorofil otrzymywany z pokrzywy wykorzystuje się w leczeniu choroby popromiennej. Z pokrzywy i krwawnika sporządza się płynne wyciągi, które stosowane do wewnątrz tamują krwawienia nosa, jelit, macicy i płuc.
Pokrzywa działa słabo moczopędnie (to działanie jest jednym z nielicznych dobrze dowiedzionych metodami naukowymi), przy czym hamuje resorpcję zwrotną przyśpieszając eliminowanie z krwiobiegu chlorków, mocznika i szkodliwych produktów przemiany materii (działanie w tym zakresie korzeni jest silniejsze niż liści). Przetwory z liści pokrzywy pobudzać mają wydzielanie soku żołądkowego i nieznaczne także mają działać żółciopędne. Przypisuje się im ułatwianie trawienia, przyswajania pokarmów, zmniejszania stanów zapalnych przewodu pokarmowego i przeciwdziałanie mało nasilonym biegunkom. W celu poprawienia obrazu krwi, a także regulacji jej ciśnienia i pracy serca, przy cierpnięciu kończyn zaleca się zażywanie jednej łyżeczki dziennie miodu pokrzywowego.
Istnieją doniesienia pokazujące, iż ukłucia pokrzywy mają działanie przeciwbólowe w chorobie zwyrodnieniowej stawów. W badaniach nie zaobserwowano wystąpienia objawów niepożądanych takiej terapii z wyjątkiem przemijającej wysypki. Podrażnianie skóry w okolicach niedomagających stawów pomagać ma z powodu poprawienia krążenia i usuwania w ten sposób toksyn odpowiedzialnych za choroby reumatyczne. Korzystne działanie ma mieć na takie stawy również sam kwas mrówkowy zawarty w komórkach włosków parzących. Działanie czynne przypisywane jest także oksylipinie (kwas 13-hydroksyoktadekatrienowy), która ma blokować aktywność prozapalną cytokinin.
Wyciągi z organów podziemnych pokrzywy hamują aromatazę i obniżają stężenie SHBG, dzięki czemu mogą być stosowane przy nadmiarze aromatazy, który u mężczyzn powoduje ginekomastię, a u kobiet hirsutyzm.
Z badań na gryzoniach wynika, że wyciąg z pokrzywy zwyczajnej ma działanie łagodzące niepożądane skutki chemioterapii przy użyciu cisplatyny, a olej z jej nasion łagodzi sztucznie wywołane stany zapalne jelita.
DawkowanieEkstrakty jednoskładnikowe z korzenia pokrzywy oferowane są w formie drażetek i kapsułek. Odwar z liści pokrzywy przygotowuje się zalewając 2–2,5 łyżki surowca 2 szklankami wrzącej wody i łagodne gotowanie pod przykryciem przez 5 minut. Następnie odwar należy odstawić na 10 minut i przecedzić do termosu. Pić 2–3 razy dziennie po ½–⅔ szklanki po jedzeniu. W terapii stosuje się także sok wyciśnięty ze świeżych roślin, który uchodzi za najbardziej wszechstronny i najskuteczniejszy środek leczniczy z pokrzywy. Zaleca się jego przechowywanie w postaci tzw. miodu pokrzywowego sporządzanego przez zmielenie 1 kg świeżych liści, zagotowanie z 3 szklankami wody i przecedzenie, dodanie 0,5 kg miodu oraz wody do objętości 1 litra ewentualnie poprzez zmieszanie 1 części soku ze świeżych pokrzyw z 9 częściami miodu. Pojemnik z miodem pokrzywowym przechowywać należy w miejscu ciemnym, chłodnym i suchym.
PrzeciwwskazaniaPrzeciwwskazaniem do stosowania są krwotoki wywołane polipami i rakami macicy oraz przydatków. Ostrożność należy też zachować w przypadku osób chorych na nerki. Rzadko u osób wrażliwych i przy większych dawkach wyciągów występują reakcje alergiczne, także przy stosowaniu preparatów zewnętrznych. Wyciągi z korzenia rzadko powodować mogą lekkie dolegliwości żołądkowo-jelitowe.

### Roślina kosmetyczna
Pokrzywa wykorzystywana jest do pielęgnowania urody. Z liści pokrzywy otrzymuje się chlorofil, a i b. Ma on szerokie zastosowanie w produkcji kremów, maseczek i toników. Kosmetyki z pokrzywy wykorzystywane są do pielęgnacji skóry i włosów skłonnych do przetłuszczania się. Regularne płukanie włosów roztworem uzyskanym z zalania 100 g posiekanych liści 0,5 l gorącej wody, do którego po ostudzeniu dodaje się 0,5 l 4% octu powoduje, że włosy nie wypadają, stają się elastyczne i lśniące. Pokrzywa pozwala też zwalczyć łupież. W przypadku niektórych osób o bardzo wrażliwej cerze, pokrzywa obecna w kosmetykach może powodować reakcję alergiczną.

### Roślina jadalna
Pokrzywa zwyczajna (jak również inne gatunki pokrzyw) była rośliną jadalną w wielu regionach. Jadana była w całej Polsce, przy czym doniesienia dotyczące pokrzywy żegawki są rzadsze, choć może to wynikać z ich nierozróżniania. Zwykle traktowana była jak pożywienie głodowe. Jej spożycie w Polsce spadało, zwłaszcza na początku XX w., od II wojny światowej stało się incydentalne, ograniczone głównie do zjadania na surowo jako przekąski dla osób starszych (pamiętających jej częste używanie), dzieci czy osób zainteresowanych. W odróżnieniu od wielu innych gatunków, których spożywanie również zarzucono w okresie XVIII–XX w., pamięć o jej kulinarnym potencjale była żywa również w XX w., co ułatwiło częściowy powrót do tego typu wykorzystania w środowiskach zainteresowanych restytucją naturalnego stylu życia. Obecnie liście pokrzywy bywają traktowane jako tzw. zdrowa żywność.
Młode pokrzywy (stare stają się włókniste, w starszych liściach powstają cystolity szkodliwe dla nerek) stanowią cenny składnik pokarmowy ze względu na dużą zawartość i zróżnicowanie soli mineralnych, witamin i białek. Szczególnie cenione były na przednówku stanowiąc jeden z ważniejszych składników pożywienia głodowego. Spożywano je jako warzywo, sporządzano z nich zupy lub okrasę do ziemniaków. Lokalnie z pokrzyw sporządzano postne potrawy w czasie Wielkiego Tygodnia. Pokrzywy mogą być spożywane analogicznie jak szpinak warzywny. W celach spożywczych zbiera się młode rośliny o wysokości 15–20 cm w okresie od przedwiośnia do maja (później ew. tylko młode liście z wierzchołków pędów), które spożywa się po obróbce cieplnej (przynajmniej sparzeniu, przy czym zalecane jest gotowanie ich w niewielkiej ilości wody z dodatkiem masła i czosnku) lub wysuszeniu. Suszone liście używane są do sporządzania zimą rozgrzewających naparów.
Chlorofil pozyskiwany z pokrzyw wykorzystywany jest jako zielony barwnik spożywczy oznaczany kodem E140. Sok ze świeżych liści bywa używany jako roślinny zamiennik podpuszczki przy wyrobie serów podpuszczkowych (pozwala na wyrób nabiału wegetariańskiego).

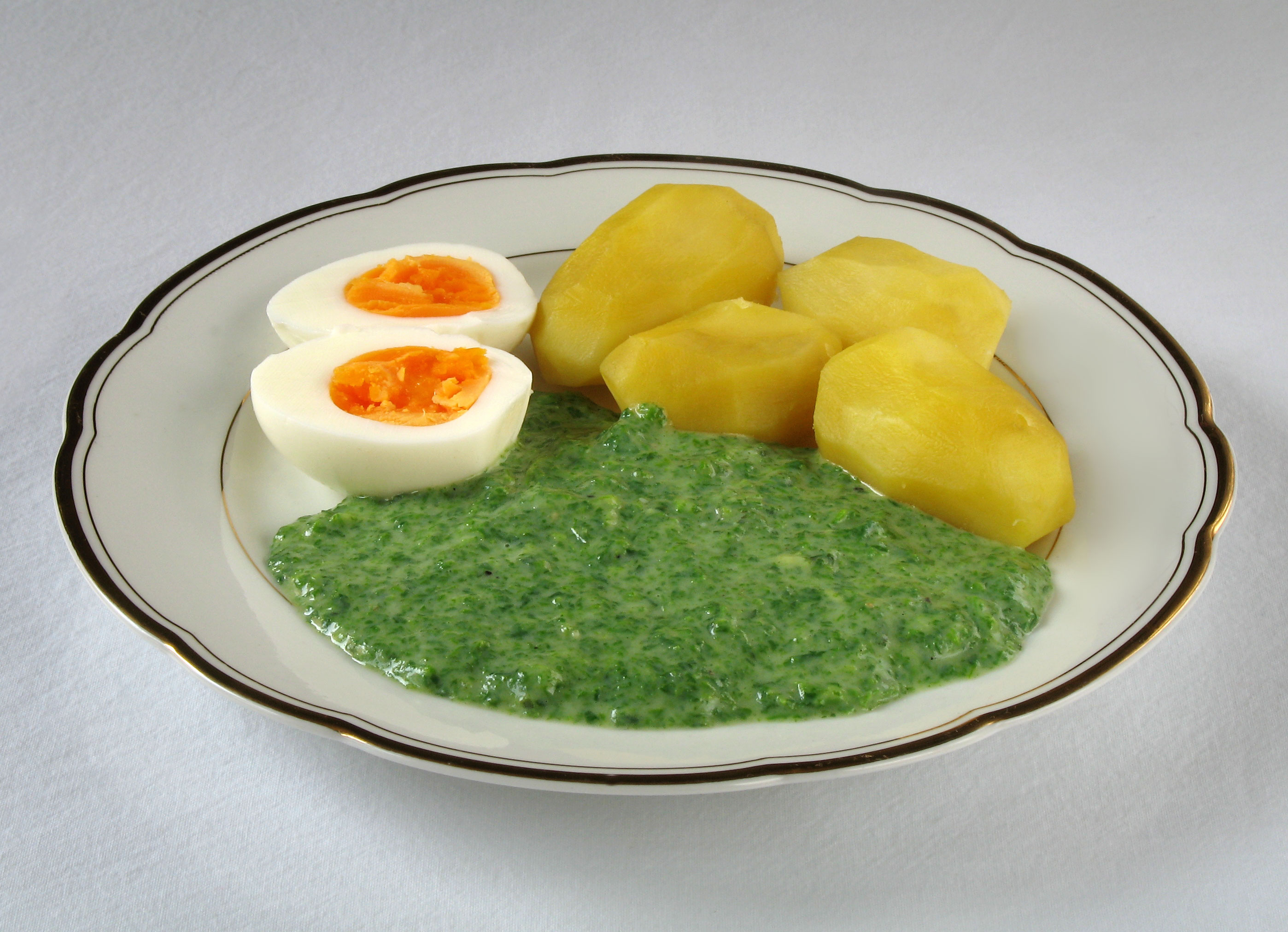
Duszone pokrzywy jako dodatek do dania z ziemniakami
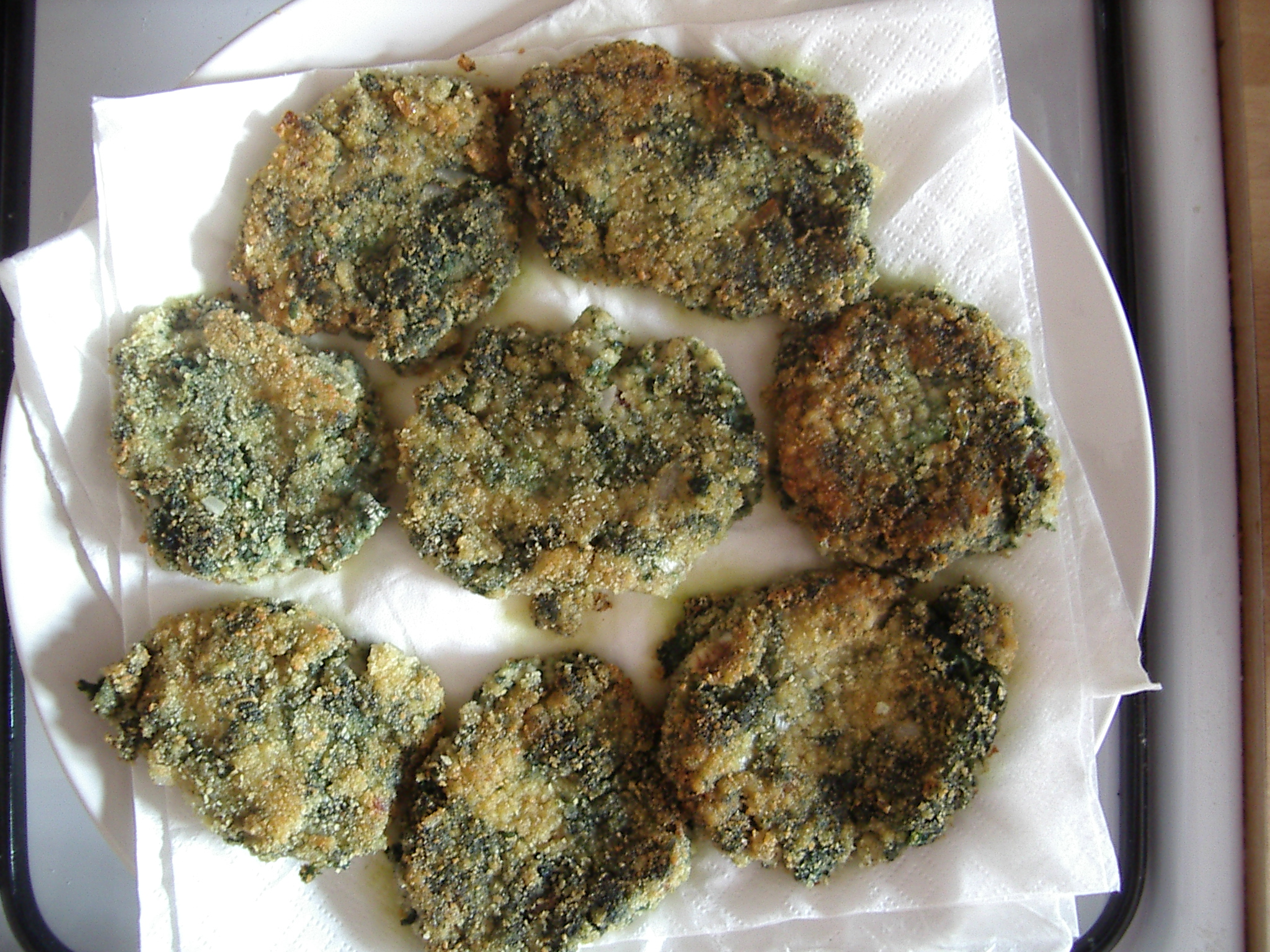
Racuchy z prosa i pokrzyw
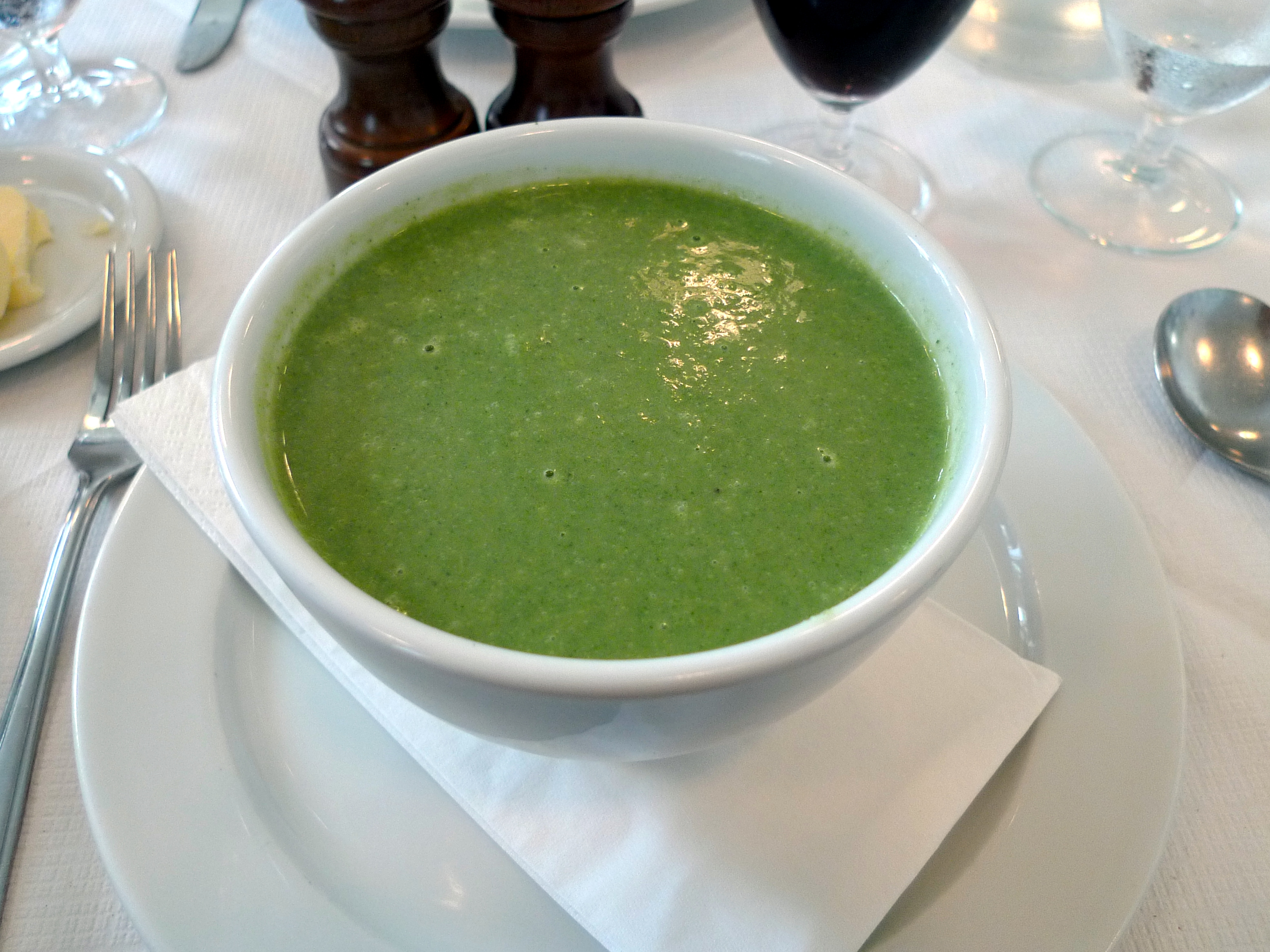
Zupa z pokrzyw
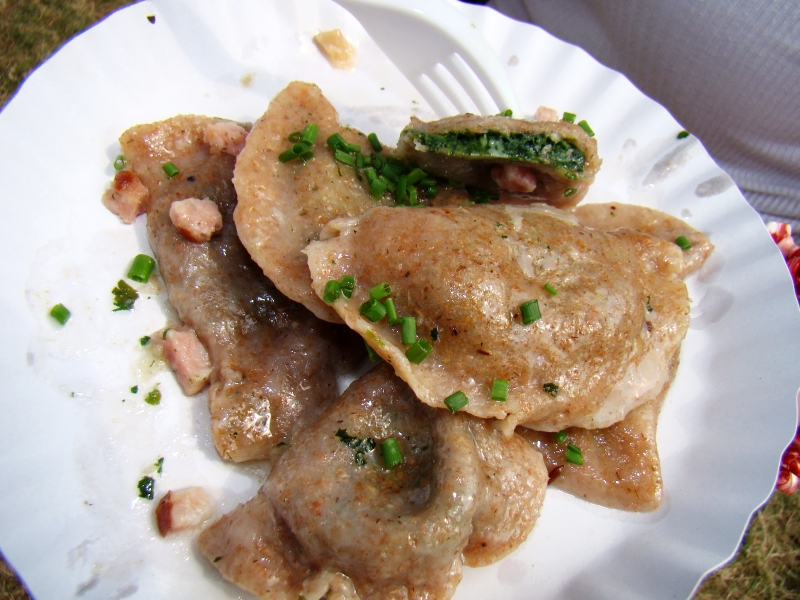
Pierogi z farszem z pokrzyw

### Roślina pastewna
Pokrzywa jest bardzo cenną rośliną pokarmową ze względu na dużą zawartość białka strawnego (stanowi 10,8% paszy – więcej niż w zwykłym sianie, a przy tym białko to jest łatwiej dostępne ze względu na niewielki udział błonnika), bogactwo witamin, karotenów i soli mineralnych. Nie ustępuje wartością pokarmową roślinom motylkowatym. Może być stosowana do karmienia zwierząt w postaci kiszonki w mieszance z innymi roślinami pastewnymi, w postaci świeżego, posiekanego i sparzonego ziela, siana oraz mieszanek z sieczką. Pokrzywy powinny być mieszane z innymi paszami ze względu na ich działanie przeczyszczające (zaleca się nieprzekraczanie 30% udziału pokrzyw w pożywieniu). Obecność młodych pokrzyw w pożywieniu ma zwiększać mleczność krów i zawartość tłuszczu w mleku. Kury karmione pokrzywami poprawiają swoją nieśność, dając przy tym jajka o ciemnym żółtku. Indyki tuczone paszą z udziałem pokrzyw dają mięso miękkie i bardziej czerwone. W przypadku koni dodatek pokrzyw do karmy, ewentualnie pojenie jednodniowym maceratem z tych roślin poprawia stan ich sierści.
Ze względu na właściwości parzące, pokrzywy nie są zjadane w postaci świeżej na pastwiskach przez bydło i konie (według niektórych źródeł rzadko najwyraźniej są zjadane, bowiem w odchodach tych zwierząt stwierdzano nasiona pokrzyw). Chętnie wyjadane są natomiast, nawet w stanie świeżym, przez kozy, świnie i kury. Po ścięciu i przewiędnięciu pokrzyw wszystkie zwierzęta roślinożerne chętnie się nimi pożywiają. Ze względu na ekspansję i konkurowanie pokrzyw z innymi roślinami oraz omijanie ich przez bydło, w gospodarce łąkowo-pastwiskowej uważane są za chwasty.

### Roślina włóknista

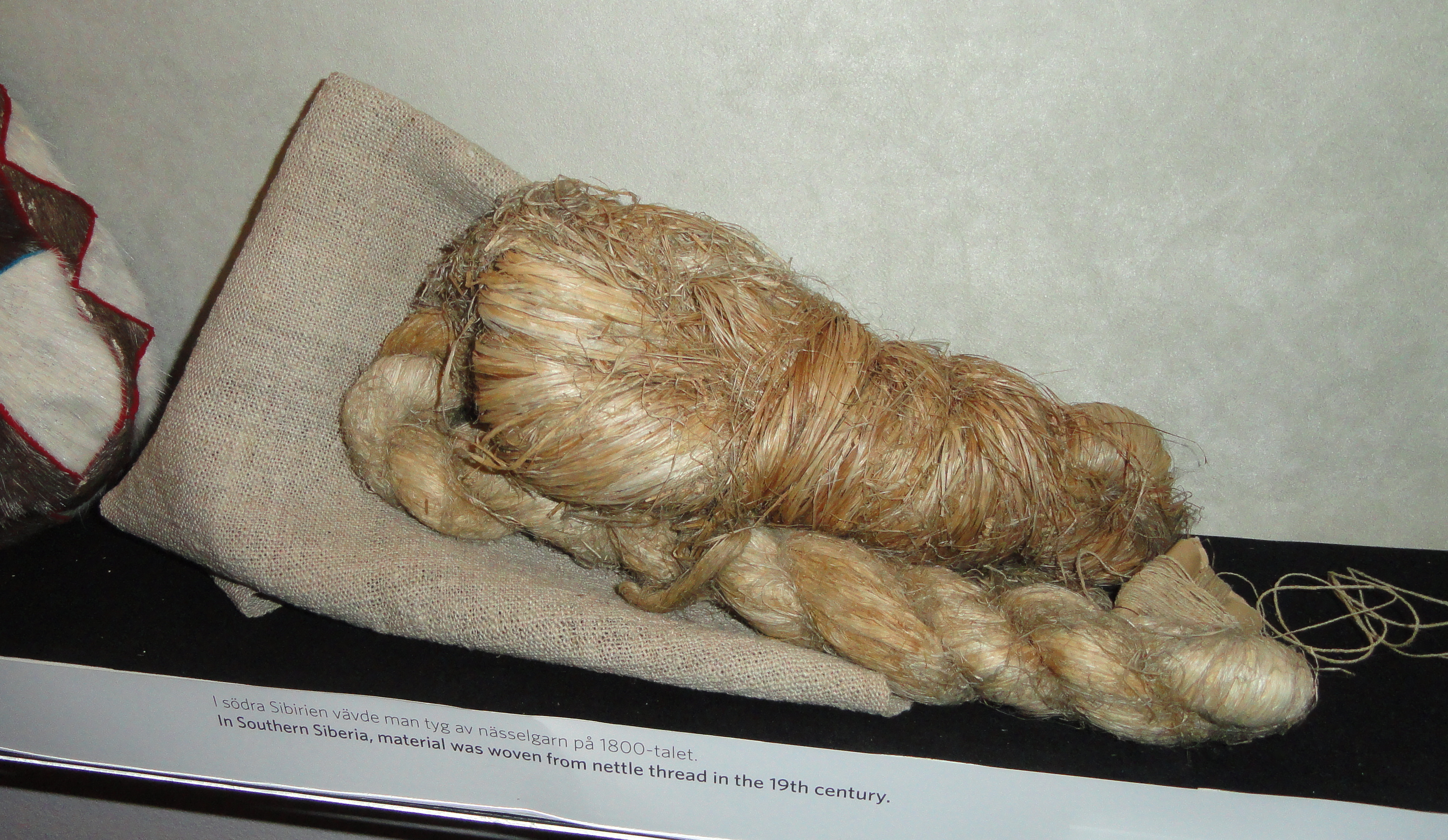
Włókna pokrzywy i tkanina z nich utkana

Włókna pokrzyw są gładkie, mocne, miękkie i sprężyste, barwy szarobiałej. Długość włókien technicznych wynosi do 80 cm, przy czym włókna elementarne rzadko przekraczają 12 cm. Włókna otrzymywane są z łodyg z wydajnością od 8 do 12% (u odmian uprawnych od 13 do 16%). Pod wpływem roszenia lub obróbki chemicznej łatwo następuje kotonizacja i dlatego do obróbki we włókiennictwie stosuje się zwykle kotoninę. Jest ona trudnym surowcem do obróbki mechanicznej.
Pokrzywy jako surowiec włókienniczy kosi się w sierpniu i wrześniu – gdy pędy zaczynają więdnąć. Po parudniowym suszeniu opadają liście i łodygi powiązane w pęczki moczy się (należy przy tym nie dopuścić do ich gnicia). Po utłuczeniu i utarciu pędów wyczesuje się surową przędzę, która powinna być przechowywana w suchym pomieszczeniu. Do uzyskiwania włókien stosuje się obecnie zarówno metody mechaniczne i moczenie, jak i metody enzymatyczne i mikrobiologiczne.
Pokrzywy jako rośliny przędzalnicze opisywane były w XII wieku, ale tkaniny z nich znajdowane są w Europie na stanowiskach archeologicznych już z epoki brązu. Pokrzywy traktowane były jako rośliny włókniste mniejszej wartości, przy czym jednak wzrost ich zastosowania następował sukcesywnie do XVII wieku, po czym wyparte zostały przez jedwab i bawełnę. Według niektórych źródeł tkaniny z pokrzyw były cenione, a wyparte zostały przez tańsze materiały bawełniane. Powszechnie wykorzystywano włókna pokrzyw do produkcji szpagatu, lin i tkanin, zarówno grubych (żaglowych, workowych, namiotowych), jak i bieliźnianych. Rejon francuskiego miasta Angers słynął z wyrobu cenionych prześcieradeł z pokrzywy. W całości także z pokrzyw utkano mundury armii francuskich w czasie wojen napoleońskich. Obrusy i prześcieradła z pokrzyw stosowano m.in. w Szkocji i Tyrolu. Ponieważ włókna pokrzyw nie nasiąkają i nie gniją w wodzie, używane były do wyrobu sprzętu rybackiego. Jeszcze w XIX wieku wyrabiano z tych roślin tkaniny oraz sita do cedzenia miodu i przesiewania mąki. Pokrzywa wracała do łask w czasie kryzysów np. podczas I wojny światowej w państwach centralnych z powodu braku dostępu do cenniejszych surowców importowanych. Wyrabiano wówczas z pokrzywy nawet tkaniny ubraniowe, a w Berlinie działało Berlińskie Towarzystwo Uprawy Pokrzywy wypłacające premie pieniężne za uprawę tego gatunku. W efekcie w czasie I wojny światowej szybko rosła produkcja materiałów tekstylnych z pokrzyw, już w 1916 sięgając wydajności 2,7 tys. ton. Z tkanin z włókien pokrzyw szyto m.in. mundury armii niemieckiej. Później w okresie międzywojennym pokrzywy w znacznych ilościach eksportowane były z Niemiec do Wielkiej Brytanii. W czasie II wojny światowej w Niemczech i Austrii uprawiano pokrzywę na ok. 0,5 tys. ha. Od lat 30. do co najmniej 50. XX wieku także w Związku Radzieckim produkowano z pokrzywy powrozy i tkaniny opatrunkowe. W drugiej połowie XX i na początku XXI wieku w kilku instytutach badawczych wciąż utrzymywano klony pokrzyw o podwyższonej zawartości włókien i zwłaszcza na przełomie wieków zintensyfikowano prace badawcze nad ich technicznym wykorzystaniem. Wiodące znaczenie w tych badaniach mają instytucje badawcze z Niemiec, Austrii, Finlandii i Włoch.
Wraz z rosnącym popytem na produkty przyjazne środowisku rośnie współcześnie zainteresowanie tkaninami z pokrzyw, czyniąc ich produkcję ekonomicznie opłacalną. Tkaniny utkane z pokrzyw mają nieco połyskującą fakturę, są delikatniejsze od tkanin lnianych i mocniejsze niż bawełniane.

### Roślina barwierska
Chlorofil z liści używany jest jako zielony barwnik wykorzystywany w farmaceutyce, produkcji kosmetyków oraz w przemyśle spożywczym. Jeśli podczas farbowania wełny za pomocą pokrzywy użyty zostanie siarczan miedzi jako zaprawa (utrwalacz) – uzyska się barwę miękko szarozieloną. Jeśli wełna zaprawiona zostanie ałunem, kwasem winowym lub siarczanem żelaza – zabarwi się na szarozielono. Zaprawiona ałunem wełna farbowana korzeniem pokrzywy nabiera barwy żółtej. Liście i korzenie mogą służyć także do barwienia białych jajek odpowiednio na zielono i żółto. Przy barwieniu za pomocą korzeni trzeba ich posiekać 200 g i zagotować w wodzie z jajkami.

### Zastosowanie w ogrodnictwie
Wyciąg wodny z pokrzyw (popularnie zwany „gnojówką z pokrzyw”) działa biostymulująco na inne rośliny ze względu na zawartość elicytorów. Zwiększa odporność roślin na atak owadów i grzybów chorobotwórczych, przyśpiesza wzrost roślin, a także aktywuje rozkład kompostu i odstrasza niektóre owady (mszyce, zwójkowate), a także roztocze. Preparat wykonuje się z pokrzyw zebranych przed kwitnieniem, zalanych w niemetalowym pojemniku niechlorowaną wodą o temperaturze pokojowej. Wywar należy napowietrzać (np. przez codzienne mieszanie) po czym, gdy przestanie wydzielać się gaz ciecz należy starannie odcedzić (szczątki roślinne w wyniku rozpadu gnilnego spowodowałyby wydzielanie nieprzyjemnego zapachu). Uzyskany płyn stosuje się do podlewania lub oprysków. Wywar z korzeni i kłączy pokrzyw ma działanie antygrzybowe (za sprawą lektyn), skuteczne w przypadku mączniaka jabłoni i szarej pleśni malin. Potwierdzono także antygrzybowe działanie wyciągów z pokrzywy na inne patogeny, w szczególności wobec Alternaria alternate i Rizoctonia solani.

### Inne zastosowania
- Pokrzywa zwyczajna może służyć do zaprawiania piwa[39], przy czym do wyrobu piwa pokrzywowego używa się tylko młodych pędów[23]. Aby je uzyskać wyciąg z pędów z dodatkiem soku z cytryny, cukru i drożdży poddawany jest lekkiej fermentacji[103].
- Z włókien pokrzywy można wytwarzać papier[104]. Surowcem papierniczym mogą też być odpadki powstające przy produkcji włókien[32].
- Liście pokrzyw wykorzystywane były do konserwowania żywności – owinięte nimi mięso, ryby i owoce dłużej zachowywały świeżość[26].
- Świeże pokrzywy działają jako repelent na muchowate i jako produkt naturalny, mogą być umieszczane w pomieszczeniach do przechowywania żywności[44].
- Ze względu na dużą zawartość krzemionki i wapnia pokrzywy wykorzystywane były do czyszczenia kotłów i naczyń[26].
- Z nasion tłoczono olej o przyjemnym smaku[70], stosowany także do celów oświetleniowych[44].
- W XVIII i XIX wieku przypisywano sokowi ze świeżych pokrzyw zdolność zmiękczania stali, w którym to celu rozżarzony metal kilkakrotnie w soku pokrzywowym gaszono[70][105].
- Pszczelarze sadzili pokrzywę wokół pasiek, by w ten sposób utrzymać żaby z dala od uli[44].
- W homeopatii stosuje się preparaty z liści pokrzywy do leczenia chorób reumatycznych, oparzeń pokrzywą i ospy wietrznej[23].

## Uprawa
WymaganiaPokrzywa zwyczajna najlepiej rośnie na glebach luźnych, wilgotnych i żyznych, zwłaszcza na histosolach, czyli na organicznych glebach murszowych, torfowych, mułowych i gytiowych. Z kolei źle rośnie na glebach słabo przepuszczalnych i kwaśnych. Wymaga nawadniania lub opadów dostarczających wodę optymalnie przez cały sezon wegetacyjny. Plantacje utrzymywane są w jednym miejscu przez około 10 lat. Ze względu na wysokie wymagania odnośnie do zawartości związków azotu, wskazane jest zakładanie plantacji w miejscach, gdzie uprzednio uprawiano rośliny motylkowe. W przypadku utrzymywania plantacji przez dłuższy czas, ze względu na znaczną produkcję biomasy i duże zapotrzebowanie na azot, konieczne jest nawożenie uprawy.
RozmnażanieNajłatwiej jest namnożyć pokrzywy pozyskując i rozsadzając sadzonki rozłogowe. Można też dzielić starsze rośliny lub wysiewać nasiona. W ostatnim jednak przypadku trzeba czekać do drugiego roku, by móc pozyskiwać plony. Znaczne różnice w budowie i biologii rozwoju roślin uzyskiwanych z nasion wymuszają stosowanie roślin rozmnażanych wegetatywnie w celach upraw użytkowych o możliwie jednolitych cechach.
PielęgnacjaZaleca się jesienią przycinać zasychające pędy tuż przy ziemi. Roślina nie wymaga okrywania zimą (jest mrozoodporna). W uprawach pokrzywy zwalczanie chwastów jest istotne w zasadzie tylko w pierwszym roku – później intensywny wzrost pokrzyw eliminuje konkurencję.
PlonowanieW zależności od liczby pokosów (może być ich od 2 do 4) plon zielonej masy wynosi od 25 do 70 t z 1 ha. Przy zbiorze nasion uzyskać można ich plon w wysokości do 200 kg z 1 ha. Przy pozyskiwaniu włókien uzyskuje się od ok. 150 kg/ha kotoniny, do 900 kg w przypadku odmian hodowlanych.
Choroby i szkodnikiPokrzywa zwyczajna jest odporna na patogeny i w zasadzie nie występują istotne szkody z tytułu obecności szkodników, a w razie ich pojawienia rośliny szybko się regenerują. Okresowo znaczący wpływ na stan roślin mogą mieć tylko masowe pojawy gąsienic rusałki pokrzywnika i rusałki pawika.

## Zwalczanie
W przypadku, gdy pokrzywa jest niepożądana, najlepszym sposobem jej eliminacji jest usuwanie roślin wraz z kłączami wówczas, gdy tylko zacznie się pojawiać w uprawie. Podczas powtarzanego spulchniania gleby za pomocą motyki należy wydobywać z ziemi kłącza pokrzyw i niszczyć siewki pojawiające się wiosną i jesienią. Pokrzywa nie toleruje regularnego wzruszania i przekopywania gleby na głębokości kłączy – źle znoszą one fragmentację i rośliny nie regenerują się z niewielkich ich odcinków. Na dużych powierzchniach zalecane jest powtarzane wydobywanie kłączy za pomocą kultywatorów lub bron. W przypadku wyrastania pokrzyw w runi trawiastej regularne koszenie także skutecznie eliminuje pokrzywy (jednak koszenie jednorazowe w ciągu roku lub nieregularne sprzyja ekspansji pokrzyw). Na pastwiskach ogranicza ich występowanie regularne tratowanie roślin przez zwierzynę. Chcąc wyeliminować kępy pokrzyw na pastwisku warto w ich sąsiedztwie umieszczać lizawki soli. Skuteczne dla eliminacji pokrzyw porastających użytki zielone jest też ich wykoszenie podczas suszy i upału, w takich warunkach bowiem zamierają organy podziemne. Występowanie pokrzyw ogranicza też wałowanie użytków zielonych.

## Obecność w kulturze i symbolice

Biały liść pokrzywy na herbie Szlezwika-Holsztynu

Pokrzywa zwyczajna towarzysząc osadom ludzkim, boleśnie parząca i mająca wielorakie zastosowania nie mogła pozostawać ludziom obojętna – odgrywała istotną rolę w wierzeniach, obrzędowości i symbolice.
W mitologii rzymskiej pokrzywa była poświęcona Wenus i była traktowana jako afrodyzjak. Działać tak miały sproszkowane nasiona z miodem popijane winem. Juwenalis pisał, że także chłosta pokrzywami przywraca bogatym mężczyznom ochotę do życia. W wierzeniach germańskich gatunek odgrywał istotną rolę – poświęcony był skandynawskiemu Thorowi oraz południowogermańskiemu odpowiednikowi – Donarowi. Jako że byli oni władcami piorunów, pokrzywa miała chronić przed ich uderzeniami. Jeszcze w końcu XIX wieku Oskar Kolberg pisał, że także w polskiej tradycji ludowej chroniono domostwa podczas nawałnicy, burzy i grzmotów poprzez okadzanie ich święconymi wianeczkami z pokrzyw. Dla ochrony domów przed demonami zawieszano wiązki pokrzyw w noc świętojańską. W tym też czasie okadzano krowy pokrzywami, by ustrzec je przed wiedźmami i innym złem. Wierzono poza tym, że liść pokrzywy włożony pod podeszwę do buta chroni przed „zmordowaniem w tańcu i chodzeniu dalekim”. Pokrzywa miała także zapewnić narodziny męskiego potomka, o ile mąż w tajemnicy przed żoną umieścił pod jej łożem wiązkę pokrzyw zerwaną w pełnym słońcu.
W Starym Testamencie pokrzywa pojawia się jako uosobienie chwastów porastających rolę próżniaka i winnicę głupca. Albert Wielki przypisywał jej ochronę przed czarami, strachami i złym mocom. W średniowieczu roślina sama jednak miała ogromne znaczenie magiczne. Wiązka pokrzyw pod łóżkiem chorego miała zapewnić mu uzdrowienie, a noszona chroniła przed złym spojrzeniem. Dla wypędzenia złych mocy i ochrony przed diabłem i duchami smarowano ciało kremami i maściami z pokrzyw. Podobne moce przypisywane są także pokrzywie we współczesnych zbiorach wiedzy magicznej, gdzie zalecana jest do noszenia jako amulet oraz ochrony domostw przed złem. W Meksyku kąpiele z pokrzywą uważane są za skutecznie oczyszczające od złego ze względu na „drapieżność” tej rośliny.
Pokrzywy święcono podczas Bożego Ciała i podczas dnia Matki Boskiej Zielnej. Na Kresach Wschodnich na polach zasianych zbożem smagano pokrzywami dziewczęta, by zapewnić urodzaj.
W Prusach wiązkę pokrzyw podrzucano 1 maja w oknach dziewcząt, których obyczaje chciano w ten sposób potępić jako nazbyt lekkie (szanowanym i lubianym tego dnia wręczano konwalie). Pokrzywy wręczano także zrywając związek.
Biały liść pokrzywy widnieje na herbie Szlezwika-Holsztynu, gdzie symbolizuje historyczną krainę Holsztyn.
Zaznacza swą obecność pokrzywa także w sztuce. Victor Hugo wielbi ją w jednym z poematów cyklu Kontemplacje oraz wychwala jej walory w Nędznikach. Pokrzywy odgrywają ważną rolę w baśni Hansa Christiana Andersena – Dzikie łabędzie. Są one tam materiałem włókienniczym, którego pozyskanie wiąże się z cierpieniem, będącym zapłatą za magiczne właściwości.